# 게이힌 도호쿠선
게이힌 도호쿠선(일본어: 京浜東北線)은 일본 사이타마현 사이타마시 오미야구에 있는 오미야역과 가나가와현 요코하마시 니시구에 있는 요코하마역을 도쿄역을 경유하여 잇는 동일본 여객철도의 철도 운행 계통이다. 운행 형태 상 네기시선 요코하마 - 오후나 간과 일체화되어 있어 게이힌 도호쿠 · 네기시선(일본어: 京浜東北・根岸線)으로 부르기도 한다. 계통에 안내되는 색상은 하늘색(■)이다.

## 개요
게이힌 도호쿠선이라는 명칭은 도카이도 본선의 도쿄(京) - 요코하마(浜), 즉 게이힌(京浜) 선과 도호쿠(東北) 본선이라는 의미에서 유래되었다. 도쿄 도심을 남북으로 가르며 북쪽은 사이타마시와, 남쪽은 가와사키시 및 요코하마시와 연결된 일본 수도권의 대표적인 통근 운행 계통이다. 실제로 주행하는 노선은 오미야 - 도쿄 간의 도호쿠 본선, 도쿄 - 요코하마 간의 도카이도 본선이며, 전 구간 게이힌 도호쿠선용의 복선 선로를 이용한다.
일반적인 상행과 하행의 구분법은 이 노선에서는 사용하지 않으며, 일반적으로 오후나 방면의 열차를 ‘남행’ 또는 ‘오후나 방면', 오미야 방면의 열차를 ‘북행’또는 ‘오미야 방면’으로 표기한다. 좌석 예약 시스템인 마르스 전산상에서는 게이힌 도호쿠선의 경로를 다바타 - 가미나카자토 - 아카바네로 지정하고 있다.

### 노선 정보
네기시선의 정보는 포함하지 않았다.
- 관할 사업자: 동일본 여객철도 (제1종 철도 사업자)
- 구간 및 영업거리: 오미야역 - 요코하마역간 59.1km
  - 도호쿠 본선 오미야역 - 도쿄역간 30.3km
  - 도카이도 본선 도쿄역 - 요코하마역간 28.8km
- 궤간: 1067mm
- 역수: 35
- 복선 구간: 전 구간
- 전철화 구간: 전 구간 직류 1500V
- 신호 및 폐색: 전 구간 차상 신호식 - 디지털 자동 열차 제어 장치(D-ATC)
- 영업최고속도: 100km/h
- 관할 지령소
  - 사이타마현내 (오미야역 - 가와구치역간): 동일본 여객철도 오미야 지사
  - 도쿄도내 (아카바네역 - 가마타역간): 동일본 여객철도 도쿄 지사
  - 가나가와현내 (가와사키역 - 요코하마역간): 동일본 여객철도 요코하마 지사

## 운행 형태

### 구간 및 밀도
일본 수도권의 JR 노선 중에서 운전 편수 및 보유 차량 편성 수가 제일 많은 노선이다.
기본적인 운행은 오미야 - 요코하마 - 네기시선 오후나 간의 반복 운행이나, 차량 기지나 운전 간격 등의 문제로 중간역 시종착 열차도 다수 존재한다. 차량 기지나 회차 시설이 대개 주요역 앞에 설비되어 있기 때문에 주요역 바로 전 역까지만 운행하는 경우가 많은게 특징이다. 일반적으로 NH 시간대에는 미나미우라와 - 가마타 간은 5분 간격이고, 그 외의 구간은 10분 간격으로 운행되는 것이 보통이며, 출퇴근 시간대에는 미나미우라와 - 가마타 구간의 경우 약 2.5분 간격으로, 그 외의 구간은 5분 간격으로 운행된다.
히가시카나가와역과 요코하마역 사이 구간은 요코하마 선의 열차도 직통하나, 운행 계통 및 사용 차량은 분리되어 있다.

### 쾌속
일본국유철도 분할 민영화 이후 1988년 3월 13일 시각표 개정부터 야마노테 선과의 병행 구간인 다바타 - 다마치 구간에 일부 역을 통과하는 쾌속 열차를 신설하고, 모든 낮 시간대(대략 10시 30분 - 15시 30분 사이)의 열차를 쾌속 열차로 변경하였다. 당시의 정차역은 다바타, 우에노, 아키하바라, 도쿄, 다마치로, 다바타 - 시나가와 구간에서 약 7분 정도 시간을 단축하였다. 다만 쾌속 운행과 완행 운행이 겹치는 시간대에는 추월 현상이 일어나는 것을 방지하기 위하여 운전 간격이 불규칙하게 되는 경우가 있다. 2002년 3월에 동일본 여객철도가 도쿄 모노레일을 매수하면서 같은 해 7월 14일부터 도쿄 모노레일 하네다 선의 환승역인 하마마쓰초역에도 쾌속이 정차하게 되었다. 2015년 3월 14일부터 간다역에도 정차하고 오카치마치역에는 주말, 공휴일에만 정차하게 되었다.
다만 연말 연시의 경우에는 통과역 부근의 상점 등에서 쾌속 운전에 대해서 반대하는 의견이 많고, 승객 증가에 대비하여 원활한 운행을 하기 위해 쾌속 운전을 하지 않는다. 아메요코초 상점가가 새해를 준비하려는 사람들로 미어터져서 야마노테선 하나만으로는 답이 안나오기 때문이다. 또, 쾌속 운전 시간대라 하더라도 병행 노선인 야마노테 선에 문제가 발생하는 경우에는 쾌속 운전을 하지 않는다.
쾌속 운전을 하는 경우, 시발역에서부터 쾌속 운전이 끝나는 지점까지는 쾌속이라고 안내되지만, 그 지점부터 종착역까지는 각역정차 열차로 안내된다.

## 차량
사용하는 차량에는 대부분 하늘색 도장이 되어있거나 하늘색 띠를 사용하여 게이힌 도호쿠선의 차량임을 표시한다.

### 현용 차량
- E233계 1000번대

주오 쾌속선에 투입되었던 E233계 0번대를 게이힌 도호쿠선에 맞춘 것으로, 209계 전동차를 치환하기 위한 목적으로 870억 엔을 투입하여 830량 생산되어 기존의 209계 전 차량을 2010년 1월까지 모두 대차하였다. 209계와는 다르게 편성에 6비차가 없다. 2007년 12월 22일 우라 102편성의 23A 운용을 시작으로 영업 운전을 개시하였으며, 2010년 1월 25일부터는 모든 차량이 E233계 1000번대로 통일되었다.

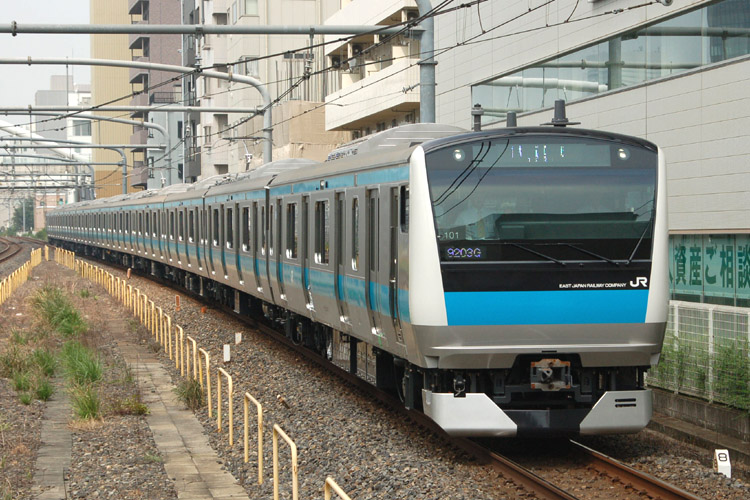
E233계 1000번대

### 과거에 운행되었던 차량
- 데하 6340계
- 데하 33500계
- 데하 63100계
- 30계
- 31계
- 40계
- 50계
- 63계, 72계
- 101계
- 103계
- 205계
  - 사이쿄 선 개통으로 인해 치환 및 종운
- 209계
  - 0번대만 모든 편성의 6호차에 6비차를 편입하였고, 나머지 번대에서는 6비차가 편입되어 있지 않다.
  - 양산시제차였던 900, 910, 920번대 차량은 2007년 3월에 주오·소부 완행선의 500번대 일부 편성을 전입함에 따라 운용에서 이탈되었고, 2008년에 전량 폐차되었다.
  - 0번대는 일부가 조사 목적의 차량으로 개조되거나 2000, 2100, 2200번대로 개조 및 재활용되는 경우를 제외하고는 전량 폐차되었다.
  - 500번대 4편성은 게이요 차량 센터로, 1편성은 미타카 차량 센터로 전출되었다.
  - 2010년 1월 24일 우라와 전차구 소속 우라 52편성의 1620A (21A 운용)열차를 마지막으로 0번대 전 차량이 운용에서 이탈되고, 다음 날부터 E233계 1000번대로 통일되었다.

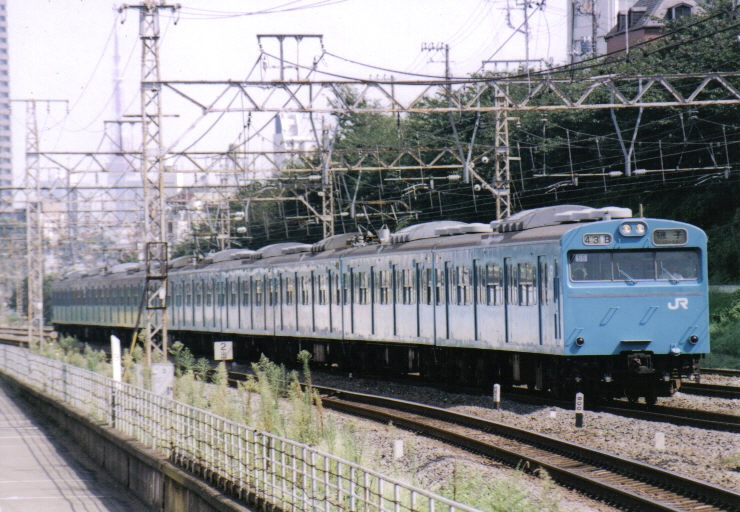
30년 이상 사용된 게이힌 도호쿠선 103계 전동차 (1995년)
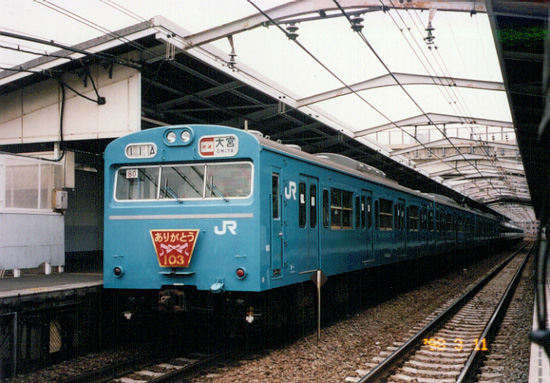
103계 최종 운전일의 우라 80편성
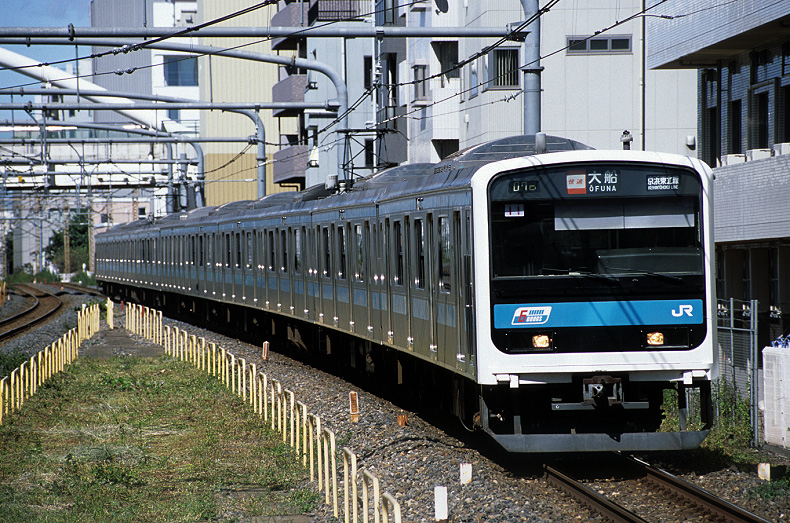
게이힌 도호쿠선용 209계 (2006년)
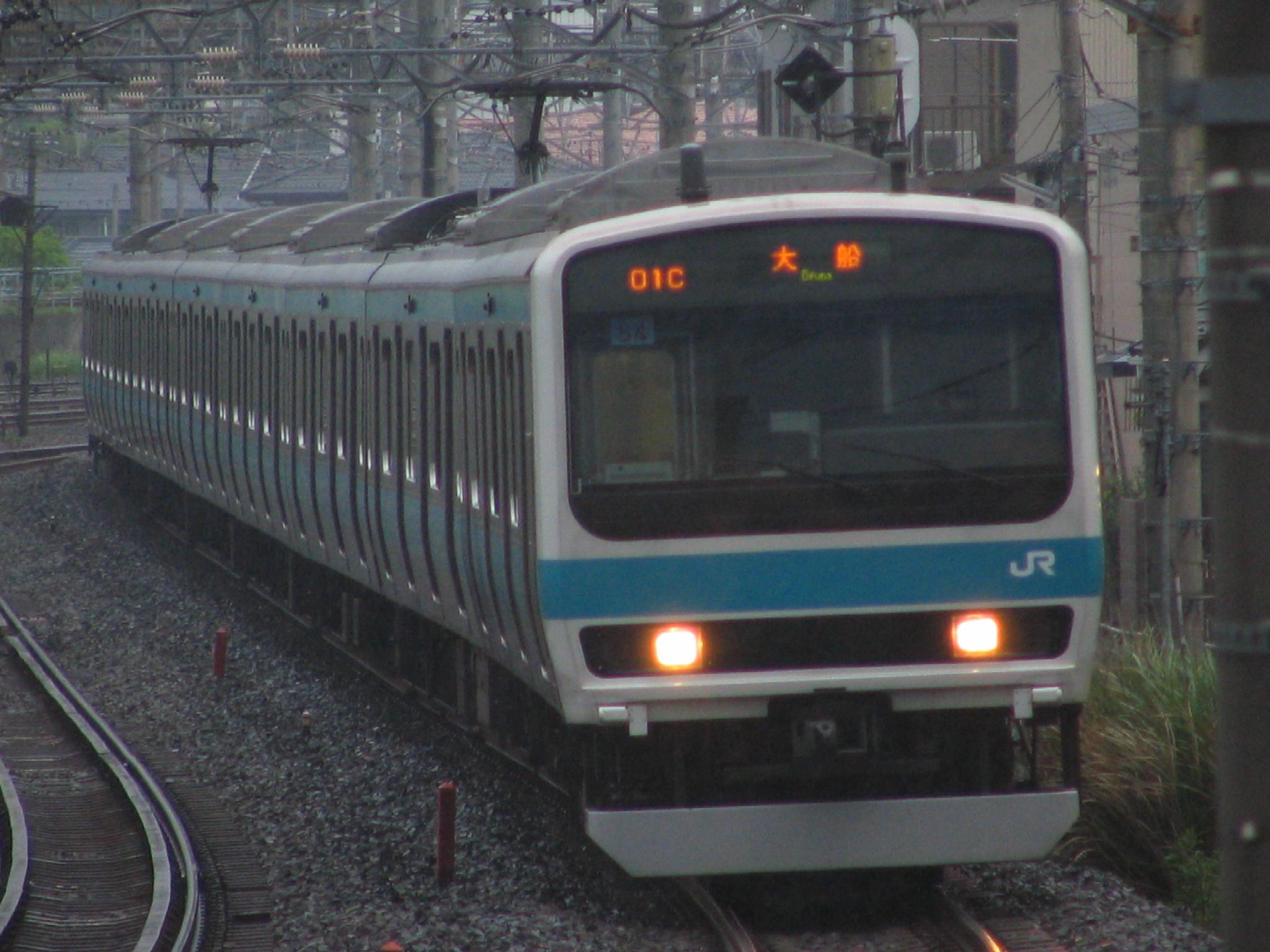
209계 500번대 (2007년)

## 역사
- 1914년 12월 20일 - 도쿄역부터 다카시마초 역(폐역)까지의 도카이도 본선의 전철선인 게이힌 선으로서 운행 개시.
- 1914년 12월 26일 - 운행 휴지. 게이힌 선 전용역의 오이마치역·다카시마초 역 영업 휴지.
- 1915년 5월 10일 - 운행 재개. 오이마치역·다카시마초 역도 영업 재개.
- 1915년 8월 15일 - 요코하마역을 이전하면서 다카시마초 역이 요코하마역에 편입되어, 다카시마초 역 폐지.
- 1915년 12월 30일 - 운행 구간을 사쿠라기초역까지 연장.
- 1928년 2월 1일 - 게이힌 선이 아카바네역까지 운행 구간을 연장.
  - 1925년 11월 1일의 시점에서 개통한 야마노테 선(전철선)다바타역으로부터 분기 하는 형태로 연장했다.
- 1932년 9월 1일 - 오미야역까지 운행 구간을 연장.
- 1945년 4월 15일 - 도쿄 대공습으로 가마타 전철구가 소실되었다. 복구가 이루어지는 동안 증기 기관차가 대신 운행되었다.
- 1945년 5월 29일 - 요코하마 공습으로 히가시가나가와 전철구가 소실되었다.
- 1956년 11월 19일 다바타역 - 다마치역간의 야마노테 선·게이힌 도호쿠선과의 분리 운행 개시.
  - 전 구간에 방향별 복선을 채용.
- 1964년 5월 19일 - 네기시선이 이소고역까지 개통하였으며, 네기시선과 직통 운전을 개시. 요코하마역 - 사쿠라기초역간은 도카이도 본선으로부터 네기시선에 편입된다.
- 1965년 10월 - 103계의 운용 개시.
- 1968년 10월 1일 - 오미야역~아카바네역간이 도호쿠 본선과 분리.
- 1970년 11월 - 101계의 주오 선 쾌속 등에서의 전입이 시작된다.
- 1971년 4월 19일 - 쿠모하 계열 구형 전철의 운행 종료.
- 1974년 5월 - 야마노테 선에 이어서 ATC 대응 103계 냉방차를 투입. 이와 함께 101계, 103계 초기형은 퇴역했다.
- 1981년 12월 6일 - 오미야 - 가마타 구간 ATC 사용 개시.
- 1984년 1월 29일 - 가마타 - 요코하마 구간과 네기시선 ATC 사용 개시.
- 1988년 3월 13일 - 다바타역 ~ 다마치역 간에 대낮 시간대 쾌속 운행이 이루어지기 시작.
- 1989년 10월 27일 - 205계를 도입.
- 1992년 5월 7일 - 동일본 여객철도 209계 전동차 (당시 명칭 901계) 운용 개시.
- 1993년 2월 15일 - 209계 0번대(대량 생산차)의 운용 개시.
- 1995년 5월 24일 - 209계에 6비차를 연결 개시.
- 1996년 2월 - 사이쿄 선 에비스 연장 개통용 차량 반입으로 205계의 운행 종료.
- 1998년 3월 - 103계의 운행 종료.
- 1998년 7월 4일 - 도쿄권 수송 관리 시스템 (ATOS) 사용 개시.
- 2001년 1월 5일 - 209계 500번대의 운행 개시.
- 2002년 7월 14일 - 쾌속 전동차의 하마마쓰초역 정차 개시.
- 2003년 12월 21일 - 미나미우라와 - 쓰루미 구간 디지털 ATC (D-ATC) 사용 개시.
- 2007년 12월 22일 - E233계 1000번대 전동차의 운용 개시.
- 2009년 8월 14일 - 디지털 ATC를 오미야 ~ 미나미우라와 구간, 쓰루미 ~ 요코하마 구간, 네기시선으로 확대하였다.
- 2010년 1월 24일 ~ 1월 25일 - 209계 0번대가 모두 퇴역하였으며, 그 자리를 E233계 1000번대 전동차가 대신하게 되었다.
- 2015년 3월 14일 - 쾌속 열차 간다역 정차 개시

## 역 목록
- 각 역 정차는 전 구간 전 역에 정차한다.
- 쾌속 … ●：정차,｜：통과
- 쾌속 열차는 다바타 ~ 하마마쓰초 구간 이외에서는 각 역에 정차한다.

| 노 선             | 역 번호 | 역명                | 일어 역명        | 쾌 속 | 접속 노선 | 역간 거리 | 누적 거리  | 소재지         | 소재지         | 소재지     |
| ----------------- | ------- | ------------------- | ---------------- | ----- | --- | --------- | ---------- | -------------- | -------------- | ---------- |
| 도 호 쿠 본 선    | JK 47   | 오미야              | 大宮             | ●     | 도호쿠 신칸센 · 조에쓰 신칸센 · 호쿠리쿠 신칸센 · 야마가타 신칸센 · 아키타 신칸센 우쓰노미야 선 · 다카사키 선 (JU 07) 쇼난 신주쿠 라인 (JS 24) 사이쿄 선 · 가와고에 선 (JA 26) 도부 철도 노다 선 (TD-01) 사이타마 신도시 교통 이나 선 (NS 01) | 0.0       | 0.0        | 사 이 타 마 현 | 사 이 타 마 시 | 오미야구   |
| 도 호 쿠 본 선    | JK 46   | 사이타마신토신      | さいたま新都心   | ●     | 우쓰노미야 선 · 다카사키 선 (JU 06) | 1.6       | 1.6        | 사 이 타 마 현 | 사 이 타 마 시 | 오미야구   |
| 도 호 쿠 본 선    | JK 45   | 요노                | 与野             | ●     | | 1.1       | 2.7        | 사 이 타 마 현 | 사 이 타 마 시 | 우라와구   |
| 도 호 쿠 본 선    | JK 44   | 기타우라와          | 北浦和           | ●     | 1.6 | 4.3       |            | 사 이 타 마 현 | 사 이 타 마 시 | 우라와구   |
| 도 호 쿠 본 선    | JK 43   | 우라와              | 浦和             | ●     | 우쓰노미야 선 · 다카사키 선 (JU 05) 쇼난 신주쿠 라인 (JS 23) | 1.8       | 6.1        | 사 이 타 마 현 | 사 이 타 마 시 | 우라와구   |
| 도 호 쿠 본 선    | JK 42   | 미나미우라와        | 南浦和           | ●     | 무사시노 선 (JM 25) | 1.7       | 7.8        | 사 이 타 마 현 | 사 이 타 마 시 | 미나미구   |
| 도 호 쿠 본 선    | JK 41   | 와라비              | 蕨               | ●     | | 2.8       | 10.6       | 사 이 타 마 현 | 와라비시       | 와라비시   |
| 도 호 쿠 본 선    | JK 40   | 니시카와구치        | 西川口           | ●     | 1.9 | 12.5      | 가와구치시 | 가와구치시     |                |            |
| 도 호 쿠 본 선    | JK 39   | 가와구치            | 川口             | ●     | 2.0 | 14.5      | 가와구치시 | 가와구치시     |                |            |
| 도 호 쿠 본 선    | JK 38   | 아카바네            | 赤羽             | ●     | 우쓰노미야 선 · 다카사키 선 (JU 04) 쇼난 신주쿠 라인 (JS 22) 사이쿄 선 (JA 15) | 2.6       | 17.1       | 도 쿄 도       | 기타구         | 기타구     |
| 도 호 쿠 본 선    | JK 37   | 히가시주조          | 東十条           | ●     | | 1.8       | 18.9       | 도 쿄 도       | 기타구         | 기타구     |
| 도 호 쿠 본 선    | JK 36   | 오지                | 王子             | ●     | 도쿄 지하철 난보쿠 선 (N-16) 도쿄 도 교통국 노면전차 아라카와 선 (오지 역 앞 정류장, SA 16) | 1.5       | 20.4       | 도 쿄 도       | 기타구         | 기타구     |
| 도 호 쿠 본 선    | JK 35   | 가미나카자토        | 上中里           | ●     | | 1.1       | 21.5       | 도 쿄 도       | 기타구         | 기타구     |
| 도 호 쿠 본 선    | JK 34   | 다바타              | 田端             | ●     | 야마노테 선 (JY 09) | 1.7       | 23.2       | 도 쿄 도       | 기타구         | 기타구     |
| 도 호 쿠 본 선    | JK 33   | 니시닛포리          | 西日暮里         | │     | 야마노테 선 (JY 08) 도쿄 지하철 지요다 선 (C-16) 도쿄 도 교통국 신교통 닛포리·도네리 라이너 (NT 02) | 0.8       | 24.0       | 도 쿄 도       | 아라카와구     | 아라카와구 |
| 도 호 쿠 본 선    | JK 32   | 닛포리              | 日暮里           | │     | 야마노테 선 (JY 07) 조반 쾌속선 (JJ 02) · 조반선 (JJ 02) 게이세이 전철 본선 (KS 02) 도쿄 도 교통국 신교통 닛포리·도네리 라이너 (NT 01) | 0.5       | 24.5       | 도 쿄 도       | 아라카와구     | 아라카와구 |
| 도 호 쿠 본 선    | JK 31   | 우구이스다니        | 鶯谷             | │     | 야마노테 선 (JY 06) | 1.1       | 25.6       | 도 쿄 도       | 다이토구       | 다이토구   |
| 도 호 쿠 본 선    | JK 30   | 우에노              | 上野             | ●     | 도호쿠 신칸센 · 조에쓰 신칸센 · 호쿠리쿠 신칸센 · 야마가타 신칸센 · 아키타 신칸센 야마노테 선 (JY 05) 우쓰노미야 선 · 다카사키 선 (JU 02) 조반 쾌속선 (JJ 01) · 조반선 (JJ 01) 도쿄 지하철 히비야 선 (H-18) 도쿄 지하철 긴자 선 (G-16) 게이세이 전철 본선 (게이세이우에노 역, KS 01) | 1.1       | 26.7       | 도 쿄 도       | 다이토구       | 다이토구   |
| 도 호 쿠 본 선    | JK 29   | 오카치마치          | 御徒町           | ◆     | 야마노테 선 (JY 04) 도쿄 도 교통국 지하철 오에도 선 (우에노오카치마치 역, E-09) 도쿄 지하철 히비야 선 (나카오카치마치 역, H-17) 도쿄 지하철 긴자 선 (우에노히로코지 역, G-15) | 0.6       | 27.3       | 도 쿄 도       | 다이토구       | 다이토구   |
| 도 호 쿠 본 선    | JK 28   | 아키하바라          | 秋葉原           | ●     | 야마노테 선 (JY 03) 주오·소부 완행선 (JB 19) 도쿄 지하철 히비야 선 (H-16) 수도권 신도시 철도 쓰쿠바 익스프레스 (TX 01) 도쿄 도 교통국 지하철 신주쿠 선 (이와모토초 역, S-08) | 1.0       | 28.3       | 도 쿄 도       | 지요다구       | 지요다구   |
| 도 호 쿠 본 선    | JK 27   | 간다                | 神田             | ●     | 야마노테 선 (JY 02) 주오 쾌속선 (JC 02) 도쿄 지하철 긴자 선 (G-13) | 0.7       | 29.0       | 도 쿄 도       | 지요다구       | 지요다구   |
| 도 호 쿠 본 선    | JK 26   | 도쿄                | 東京             | ●     | 도호쿠 신칸센 · 조에쓰 신칸센 · 호쿠리쿠 신칸센 · 야마가타 신칸센 · 아키타 신칸센 도카이도 신칸센 야마노테 선 (JY 01) 도카이도 선 (JT 01) 주오 쾌속선 (JC 01) 소부 쾌속선 · 요코스카 선 (JO 19) 게이요 선 (JE 01) 도쿄 지하철 마루노우치 선 (M-17) 도쿄 지하철 도자이 선 (오테마치역, T-09) 도쿄 지하철 지요다 선 (니주바시마에 역, C-10) 도쿄 도 교통국 지하철 미타 선 (오테마치역, I-09) | 1.3       | 30.3       | 도 쿄 도       | 지요다구       | 지요다구   |
| 도 카 이 도 본 선 | JK 25   | 유라쿠초            | 有楽町           | │     | 야마노테 선 (JY 30) 도쿄 지하철 유라쿠초 선 (Y-18) 도쿄 지하철 히비야 선 (히비야 역, H-08) 도쿄 지하철 지요다 선 (히비야 역, C-09) 도쿄 도 교통국 지하철 미타 선 (히비야 역, I-08) | 0.8       | 31.1       | 도 쿄 도       | 지요다구       | 지요다구   |
| 도 카 이 도 본 선 | JK 24   | 신바시              | 新橋             | │     | 야마노테 선 (JY 29) 도카이도 선 (JT 02) 요코스카 선 (JO 18) 도쿄 도 교통국 지하철 아사쿠사 선 (A-10) 도쿄 지하철 긴자 선 (G-08) 유리카모메 도쿄 임해 신교통 임해선 (U-01) | 1.1       | 32.2       | 도 쿄 도       | 미나토구       | 미나토구   |
| 도 카 이 도 본 선 | JK 23   | 하마마쓰초          | 浜松町           | ●     | 야마노테 선 (JY 28) 도쿄 모노레일 하네다 선 (모노레일 하마마쓰초 역, MO 01) 도쿄 도 교통국 지하철 아사쿠사 선 (다이몬역, A-09) 도쿄 도 교통국 지하철 오에도 선 (다이몬역, E-20) | 1.2       | 33.4       | 도 쿄 도       | 미나토구       | 미나토구   |
| 도 카 이 도 본 선 | JK 22   | 다마치              | 田町             | ●     | 야마노테 선 (JY 27) 도쿄 도 교통국 지하철 아사쿠사 선 (미타 역, A-08) 도쿄 도 교통국 지하철 미타 선 (미타 역, I-04) | 1.5       | 34.9       | 도 쿄 도       | 미나토구       | 미나토구   |
| 도 카 이 도 본 선 | JK 21   | 다카나와 게이트웨이 | 高輪ゲートウェイ | ●     | 야마노테 선 (JY 26) 도쿄 도 교통국 지하철 아사쿠사 선 (센가쿠지 역, A-07) 게이힌 급행 전철 본선 (센가쿠지 역, A-07) | 1.3       | 36.2       | 도 쿄 도       | 미나토구       | 미나토구   |
| 도 카 이 도 본 선 | JK 20   | 시나가와            | 品川             | ●     | 도카이도 신칸센 야마노테 선 (JY 25) 도카이도 선 (JT 03) 요코스카 선 (JO 17) 게이힌 급행 전철 본선 (KK 01) | 0.9       | 37.1       | 도 쿄 도       | 미나토구       | 미나토구   |
| 도 카 이 도 본 선 | JK 19   | 오이마치            | 大井町           | ●     | 도쿄 급행 전철 오이마치 선 (OM 01) 도쿄 임해 고속 철도 린카이 선 (R 07) | 2.4       | 39.5       | 도 쿄 도       | 시나가와구     | 시나가와구 |
| 도 카 이 도 본 선 | JK 18   | 오모리              | 大森             | ●     | | 2.2       | 41.7       | 도 쿄 도       | 오타구         | 오타구     |
| 도 카 이 도 본 선 | JK 17   | 가마타              | 蒲田             | ●     | 도쿄 급행 전철 이케가미 선 (IK 15) 도쿄 급행 전철 다마가와 선 (TM 07) | 3.0       | 44.7       | 도 쿄 도       | 오타구         | 오타구     |
| 도 카 이 도 본 선 | JK 16   | 가와사키            | 川崎             | ●     | 도카이도 선 (JT 04) 난부 선 (JN 01) 게이힌 급행 전철 본선 · 다이시 선 (게이큐 가와사키 역, KK 20) | 3.8       | 48.5       | 가 나 가 와 현 | 가 와 사 키 시 | 가와사키구 |
| 도 카 이 도 본 선 | JK 15   | 쓰루미              | 鶴見             | ●     | 쓰루미 선 (JI 01) 게이힌 급행 전철 본선 (게이큐 쓰루미 역, KK 29) | 3.5       | 52.0       | 가 나 가 와 현 | 요 코 하 마 시 | 쓰루미구   |
| 도 카 이 도 본 선 | JK 14   | 신코야스            | 新子安           | ●     | 게이힌 급행 전철 본선 (게이큐 신코야스 역, KK 32) | 3.1       | 55.1       | 가 나 가 와 현 | 요 코 하 마 시 | 가나가와구 |
| 도 카 이 도 본 선 | JK 13   | 히가시카나가와      | 東神奈川         | ●     | 요코하마 선 (JH 13, 직결 운행) 게이힌 급행 전철 본선 (게이큐 히가시카나가와 역, KK 35) | 2.2       | 57.3       | 가 나 가 와 현 | 요 코 하 마 시 | 가나가와구 |
| 도 카 이 도 본 선 | JK 12   | 요코하마            | 横浜             | ●     | 네기시선 (JK 12, 직결 운행) 도카이도 선 (JT 05) 요코스카 선 (JO 13) 쇼난 신주쿠 라인 (JS 13) 도쿄 급행 전철 도요코 선 (TY 21) 요코하마 고속철도 미나토미라이 선 (MM 01) 게이힌 급행 전철 본선 (KK 37) 사가미 철도 본선 (SO 01) 요코하마시 교통국 지하철 블루 라인 (B 20) | 1.8       | 59.1       | 가 나 가 와 현 | 요 코 하 마 시 | 니시구     |

## 역명판

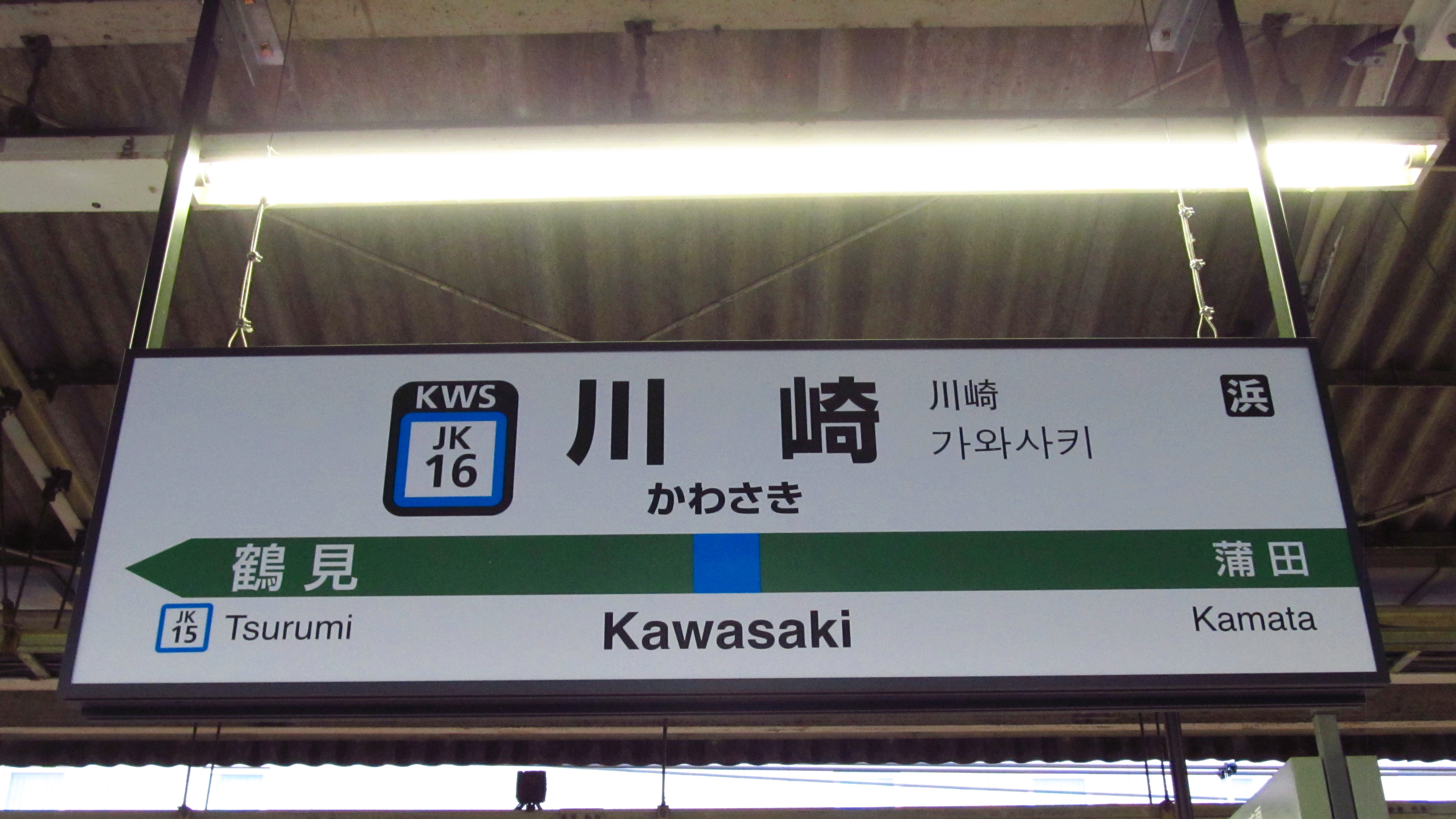
가와사키
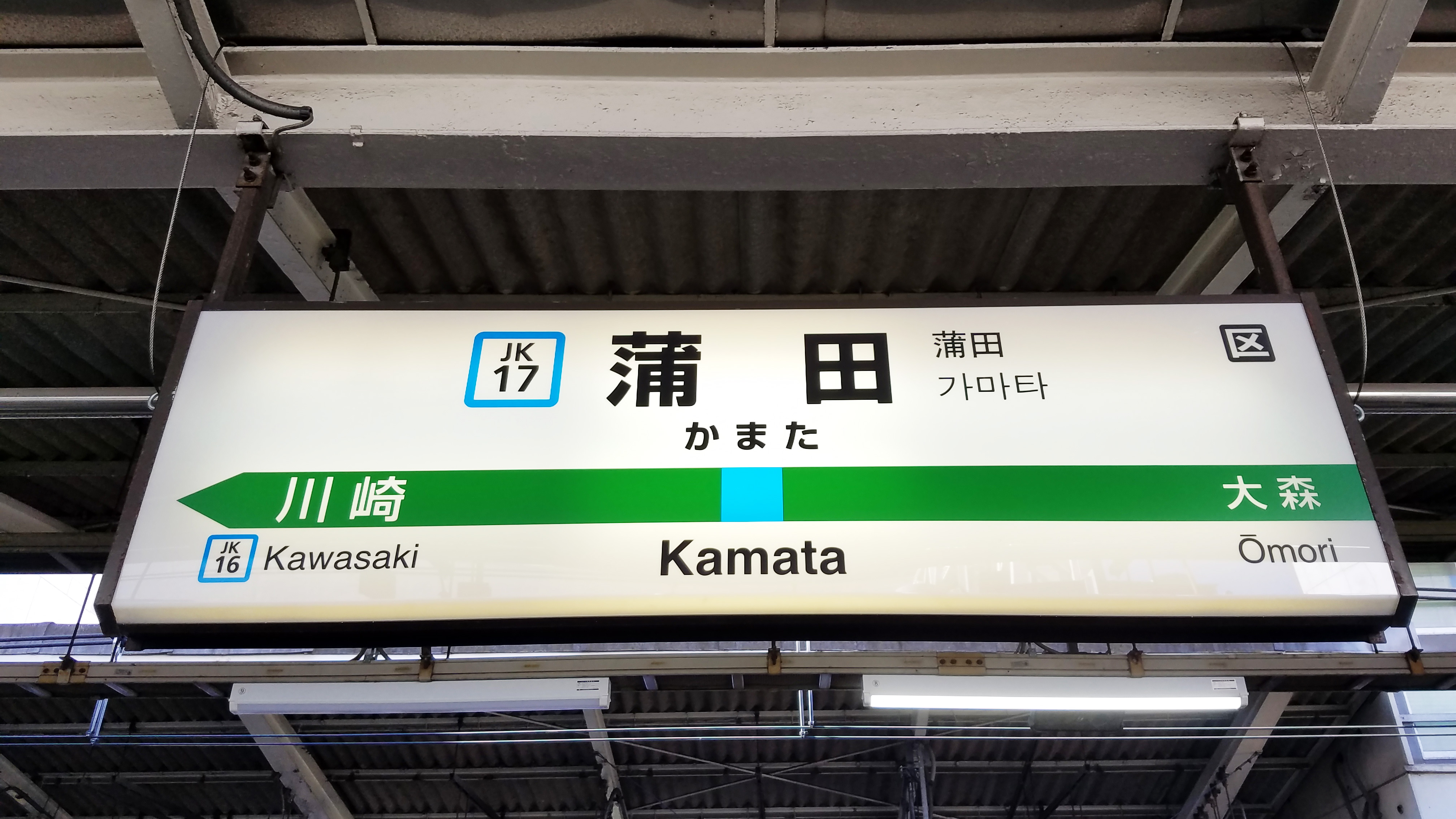
가마타
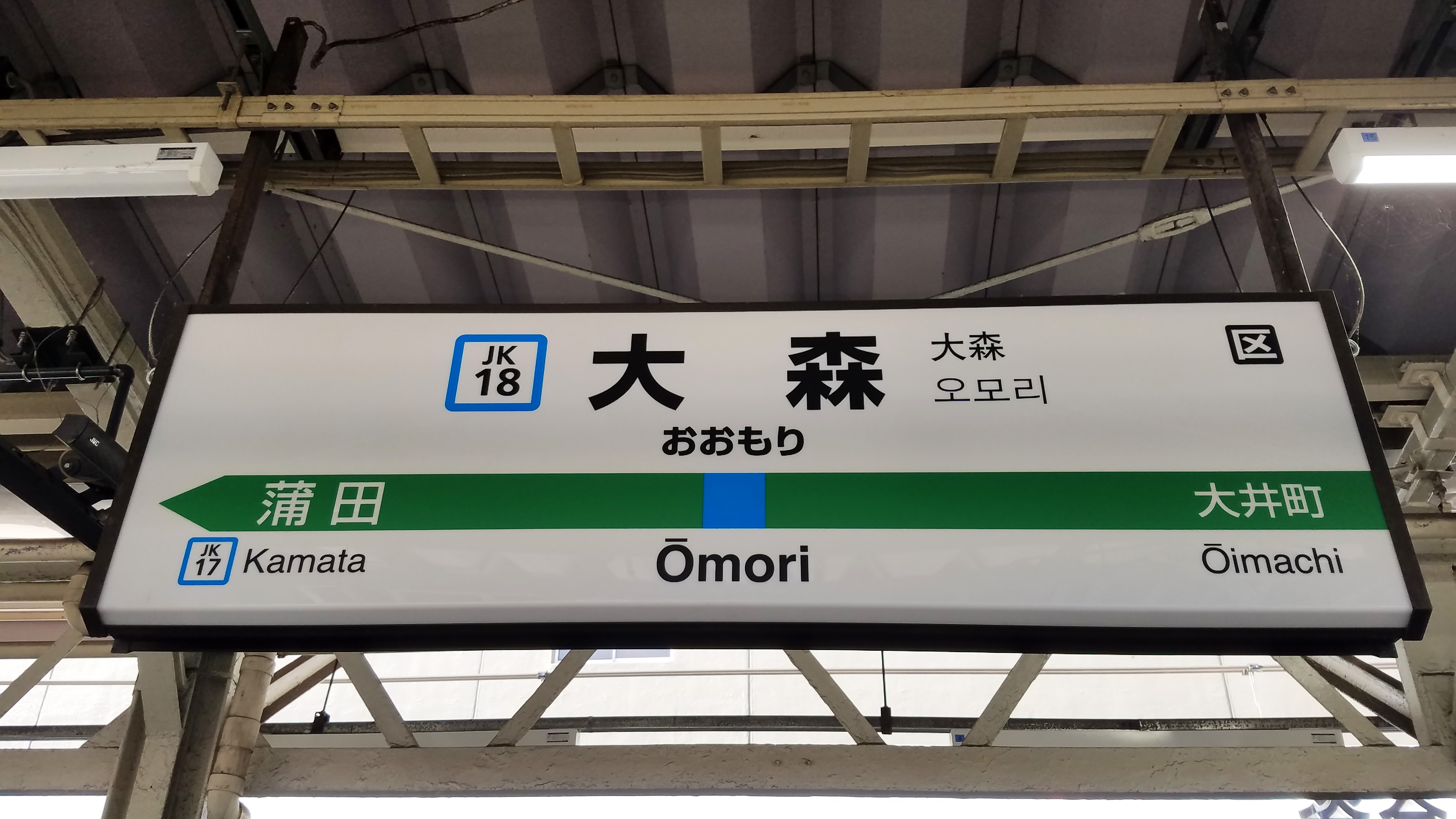
오모리
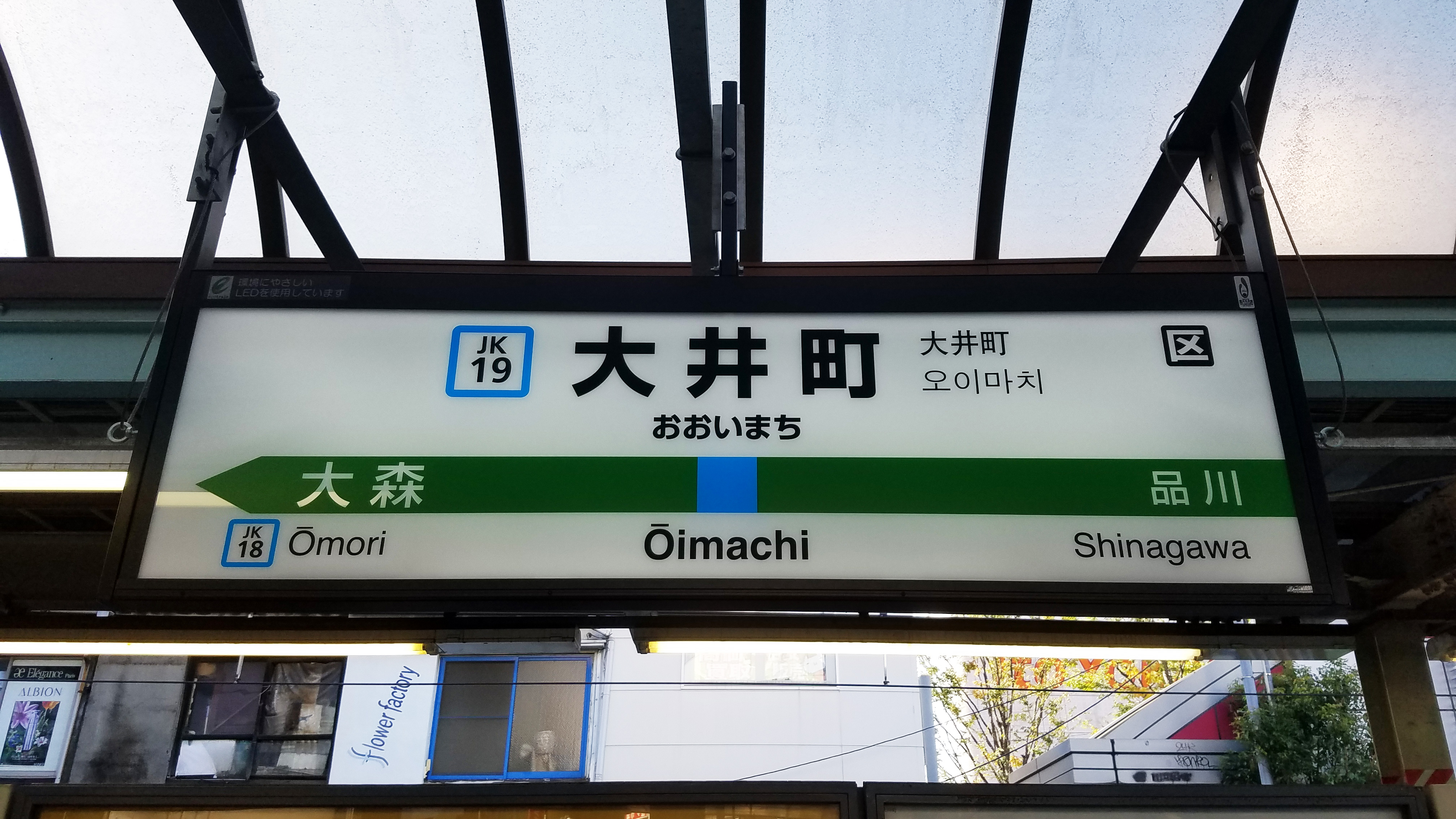
오이마치
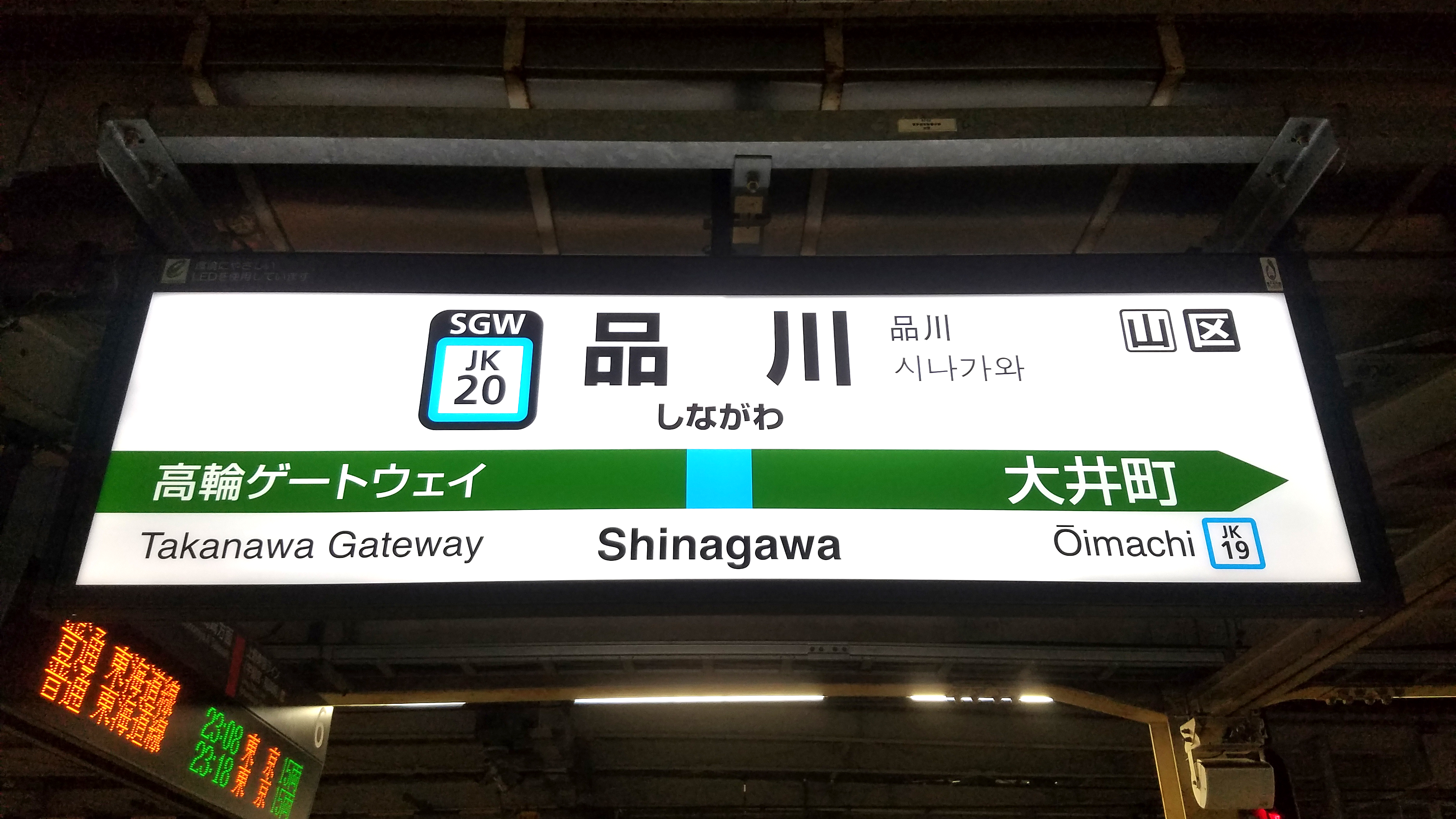
시나가와
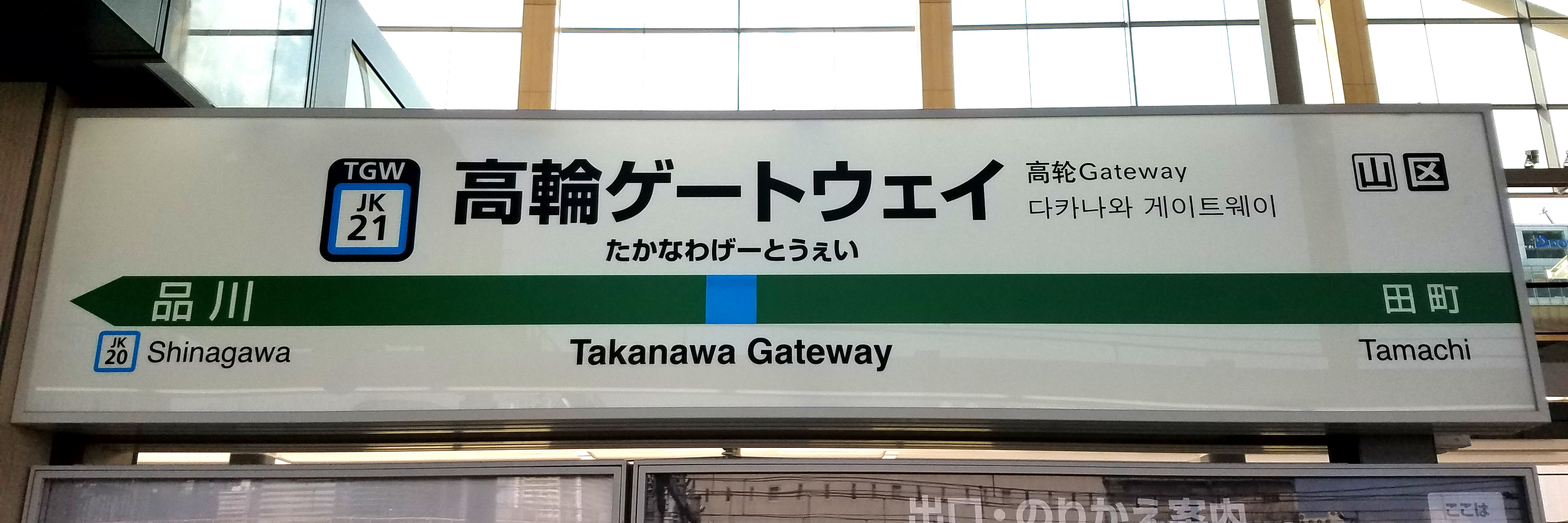
다카나와 게이트웨이
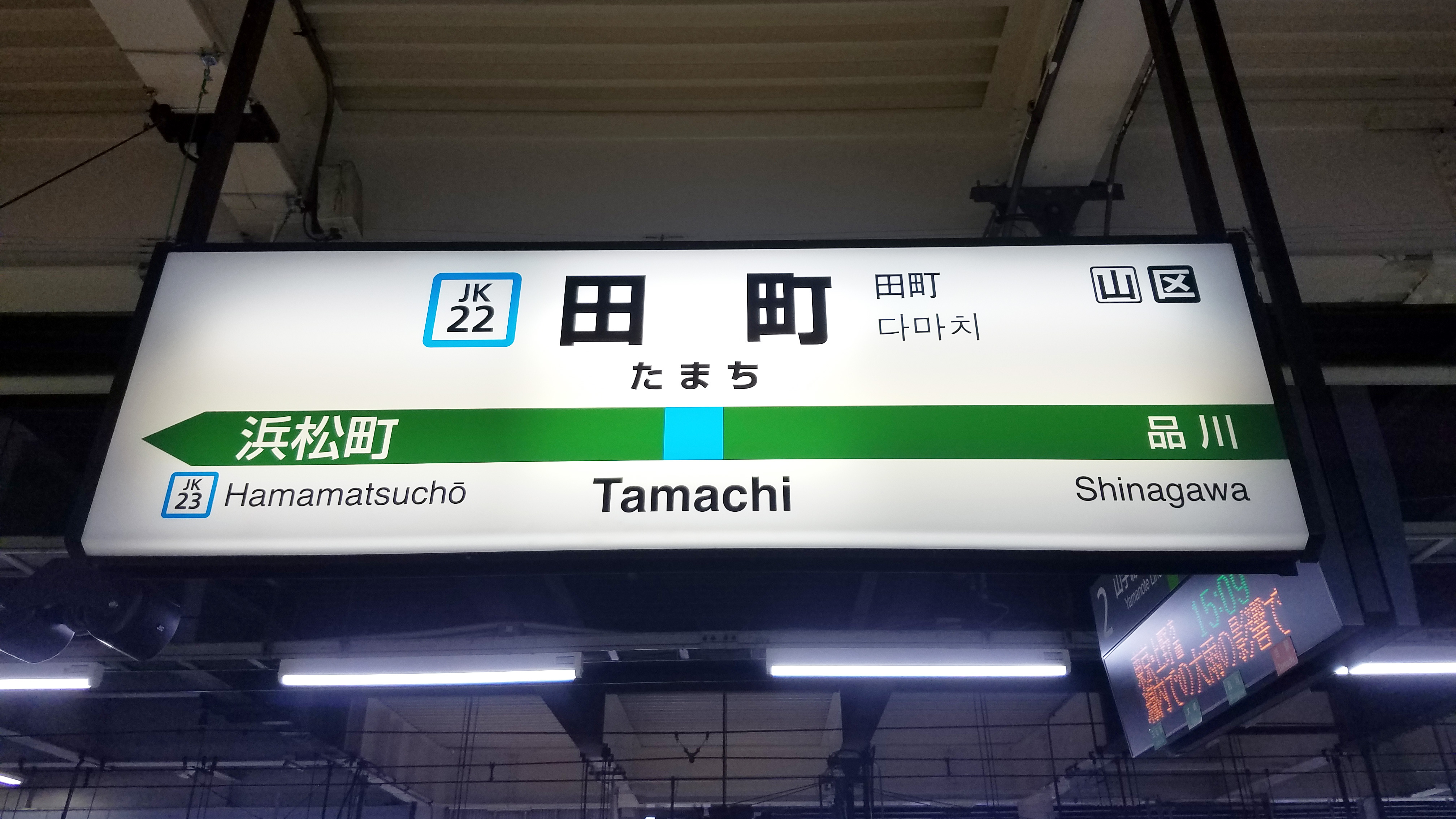
다마치
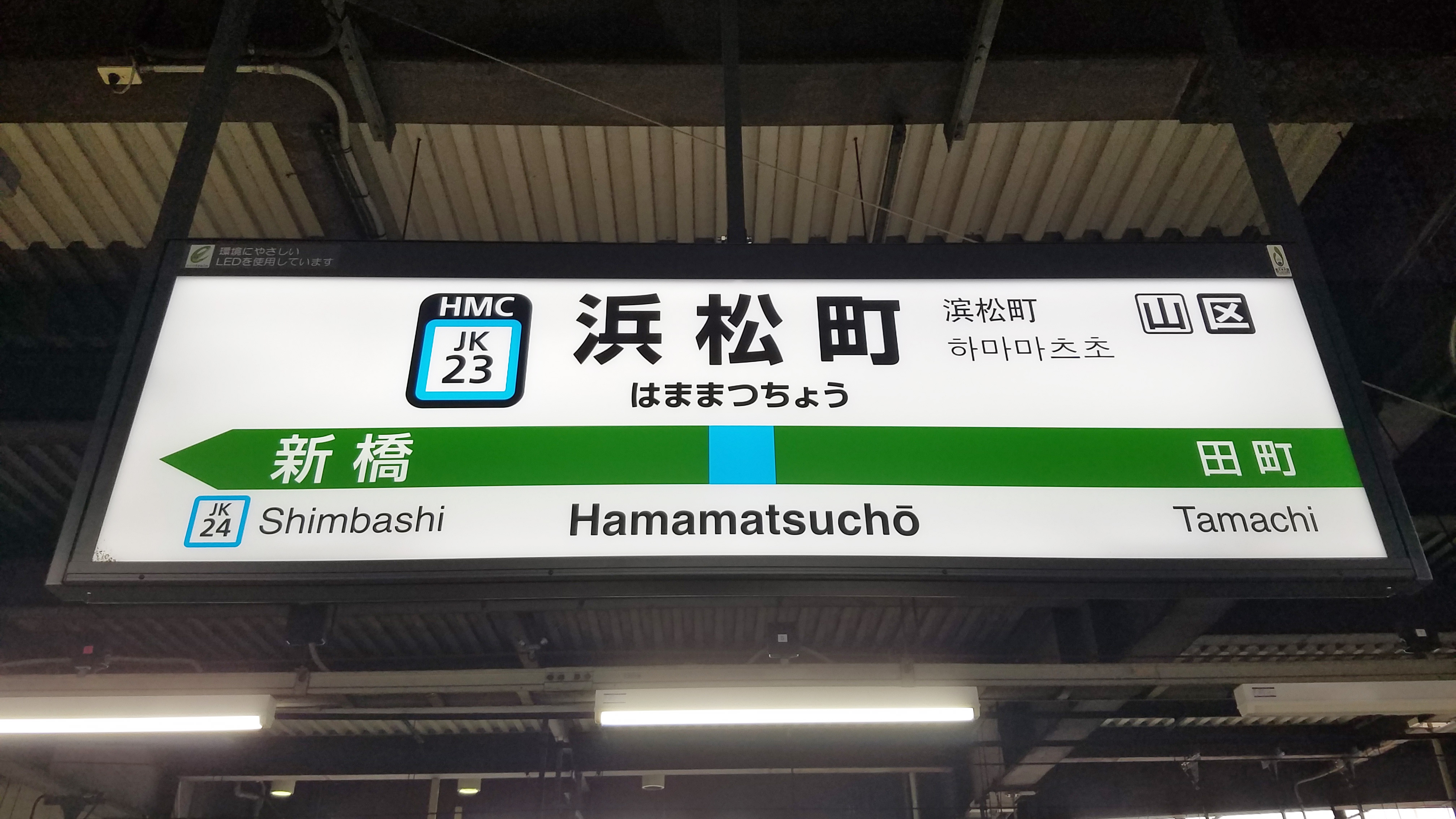
하마마쓰초
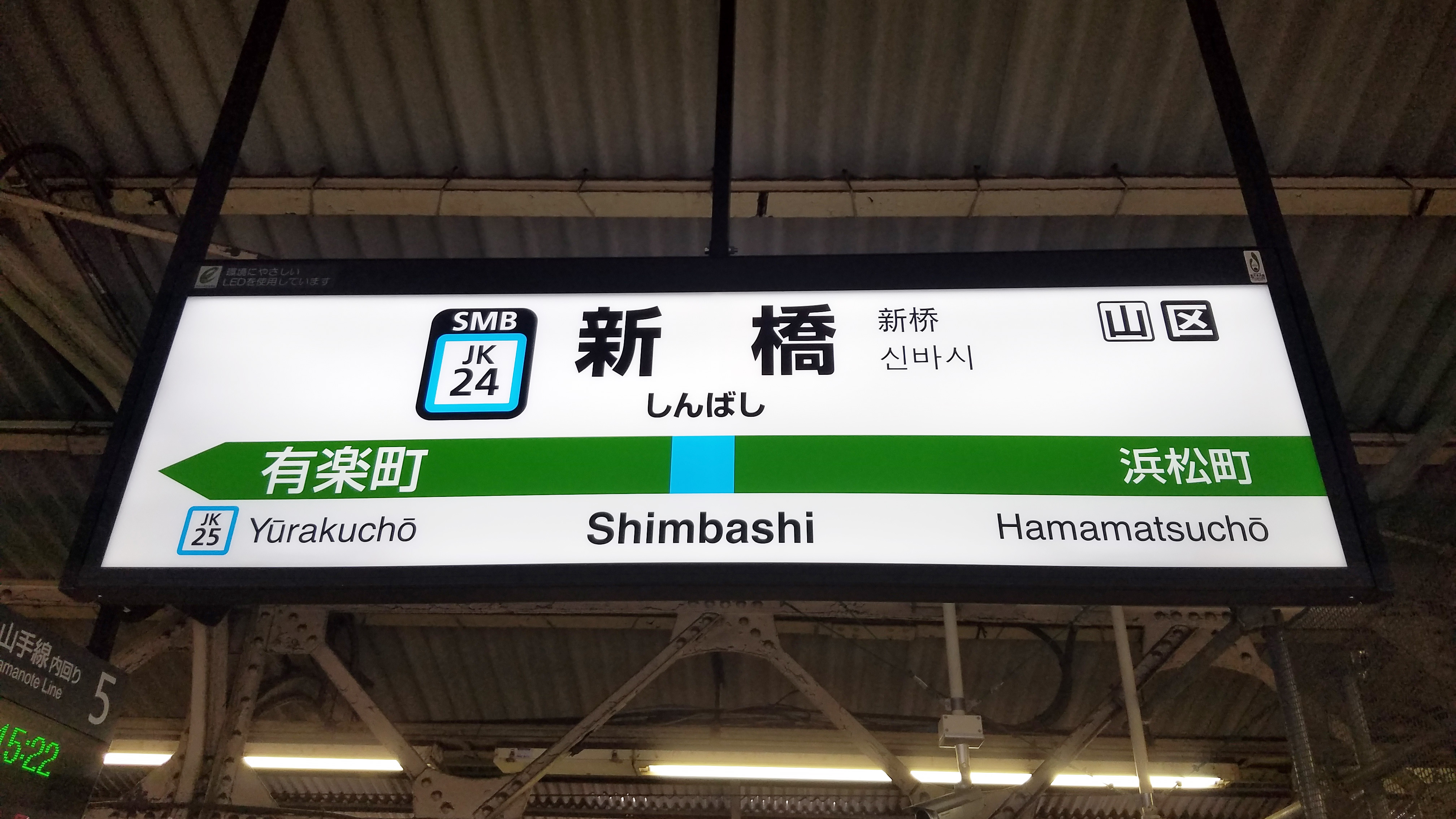
신바시
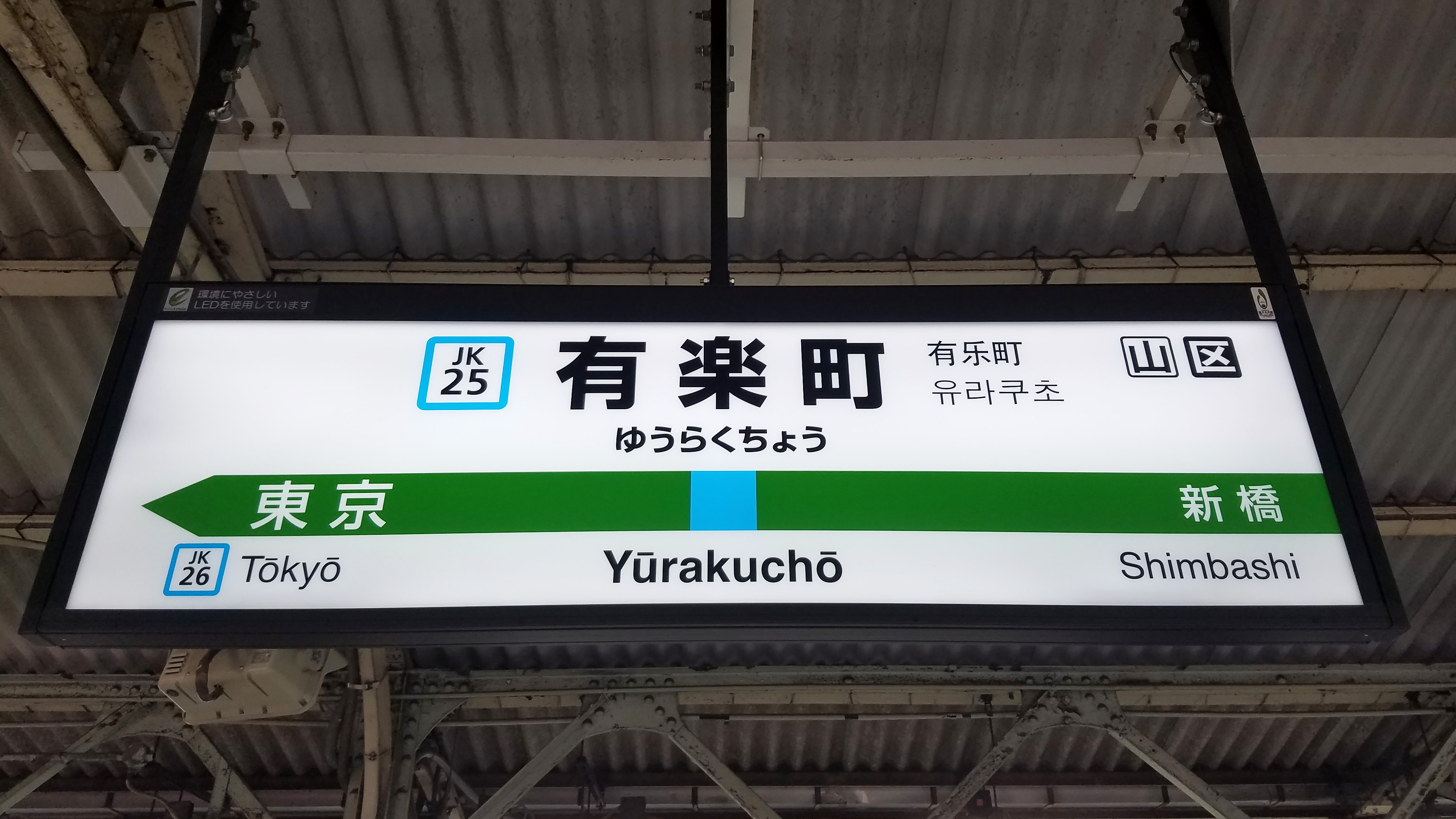
유라쿠초
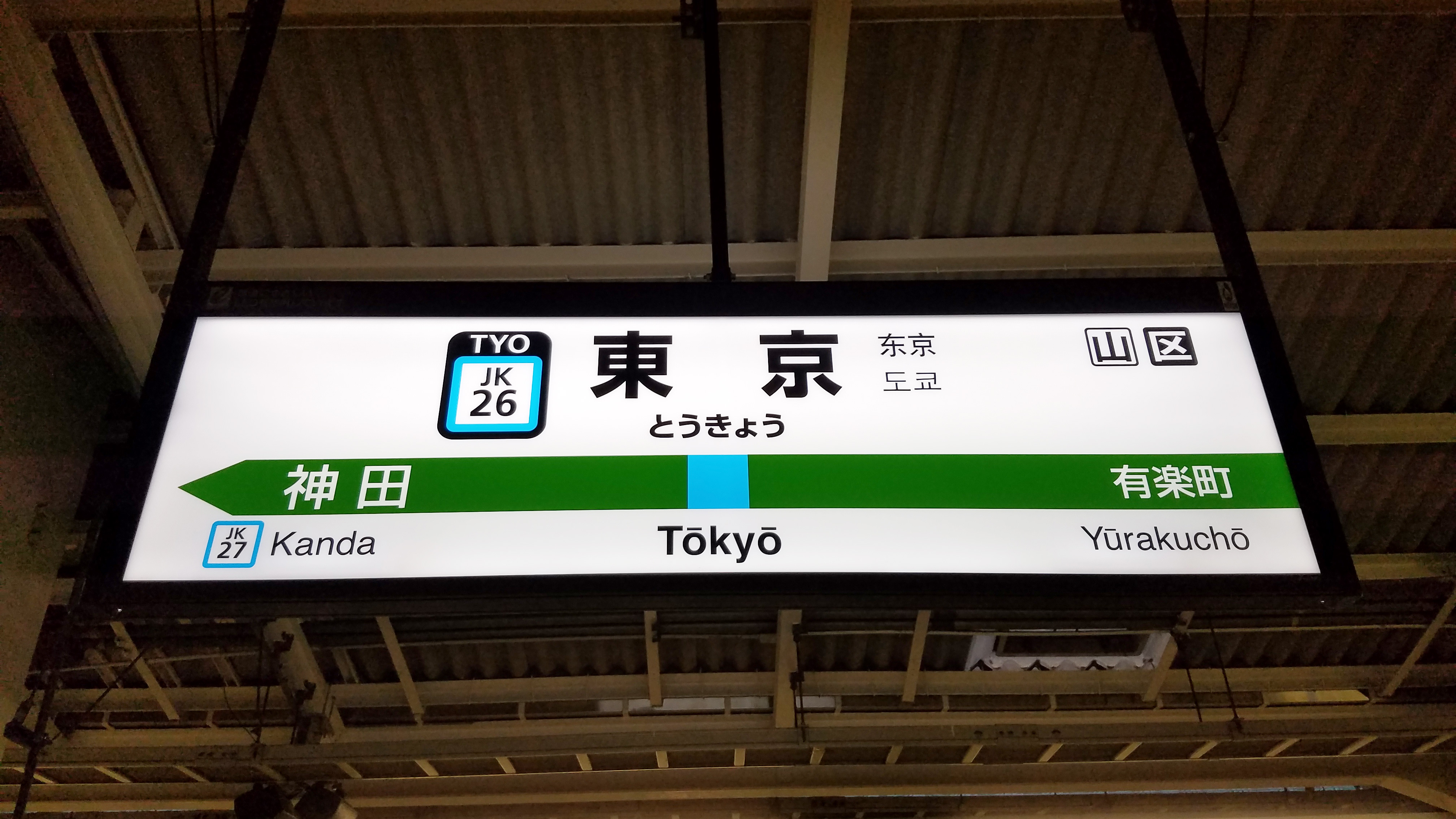
도쿄
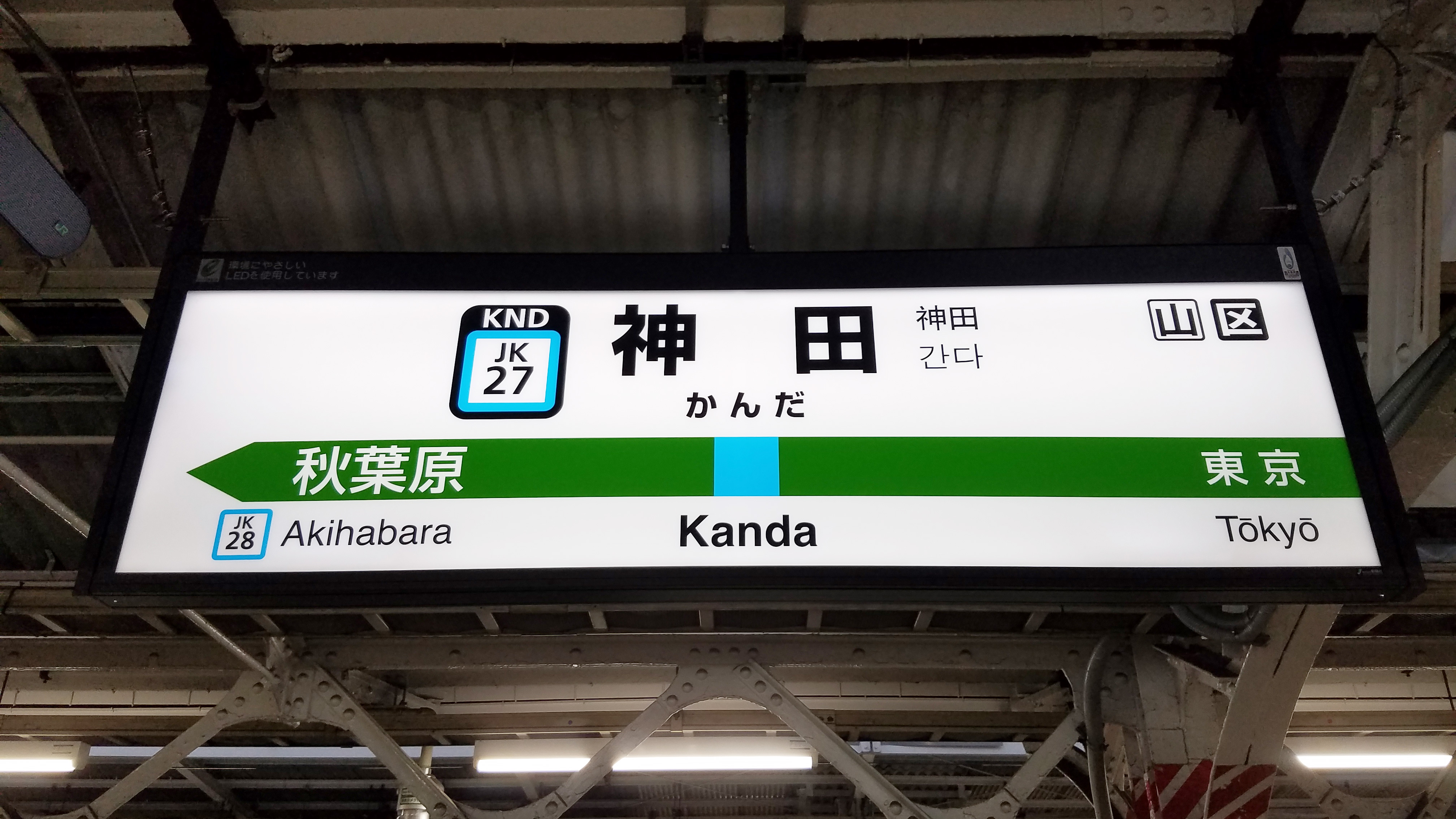
간다(어스 제약 본사 앞)
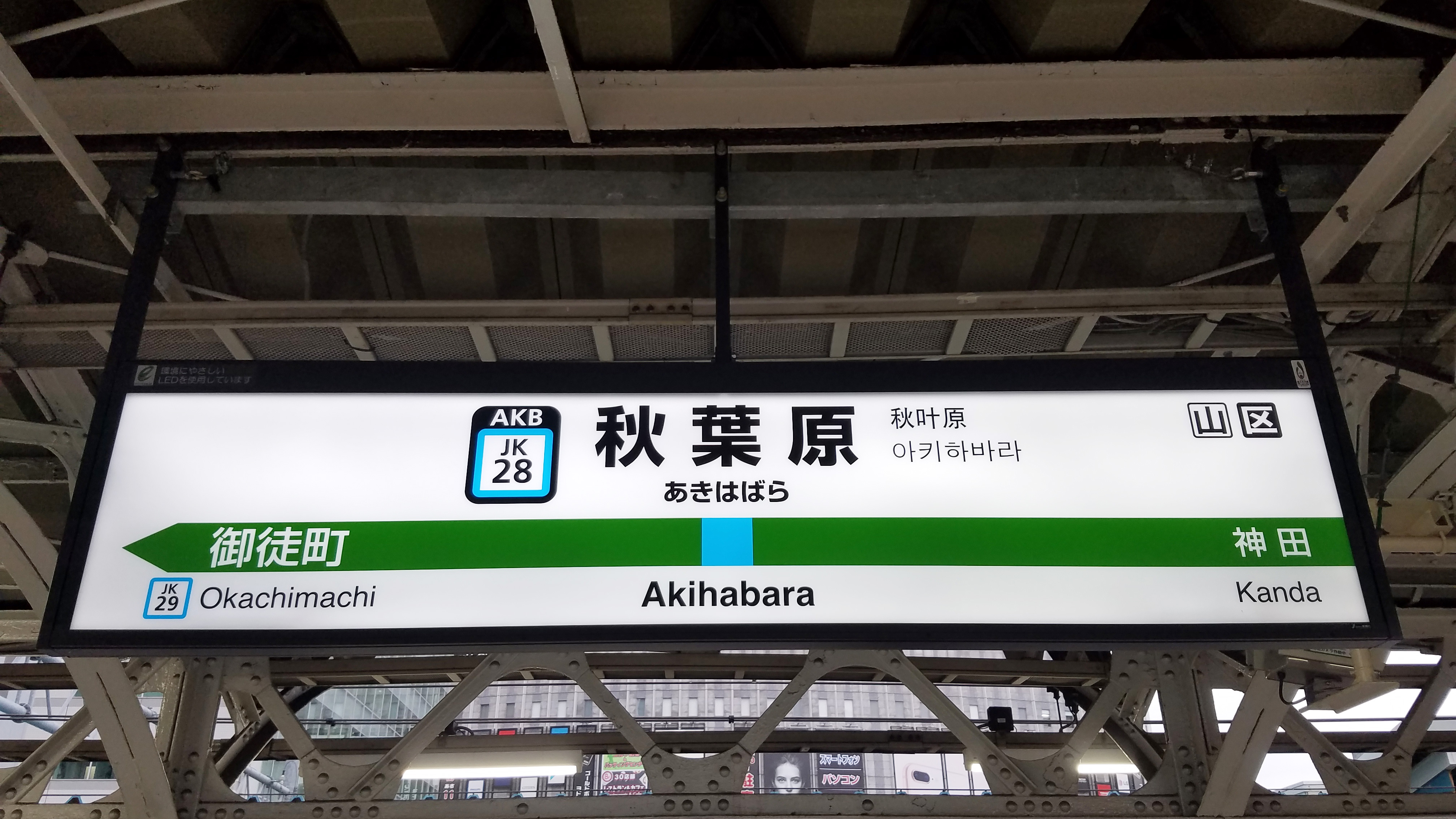
아키하바라
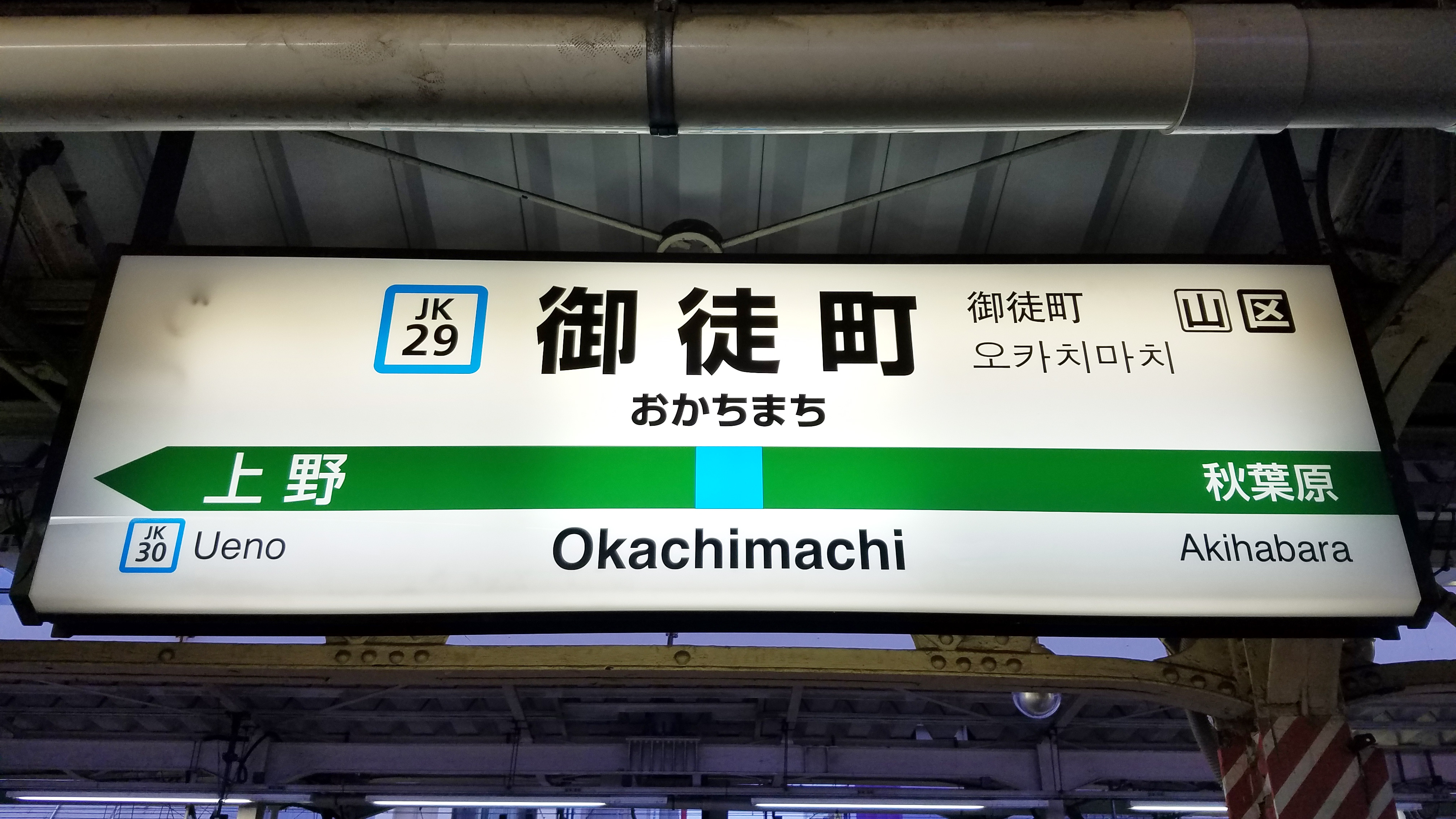
오카치마치
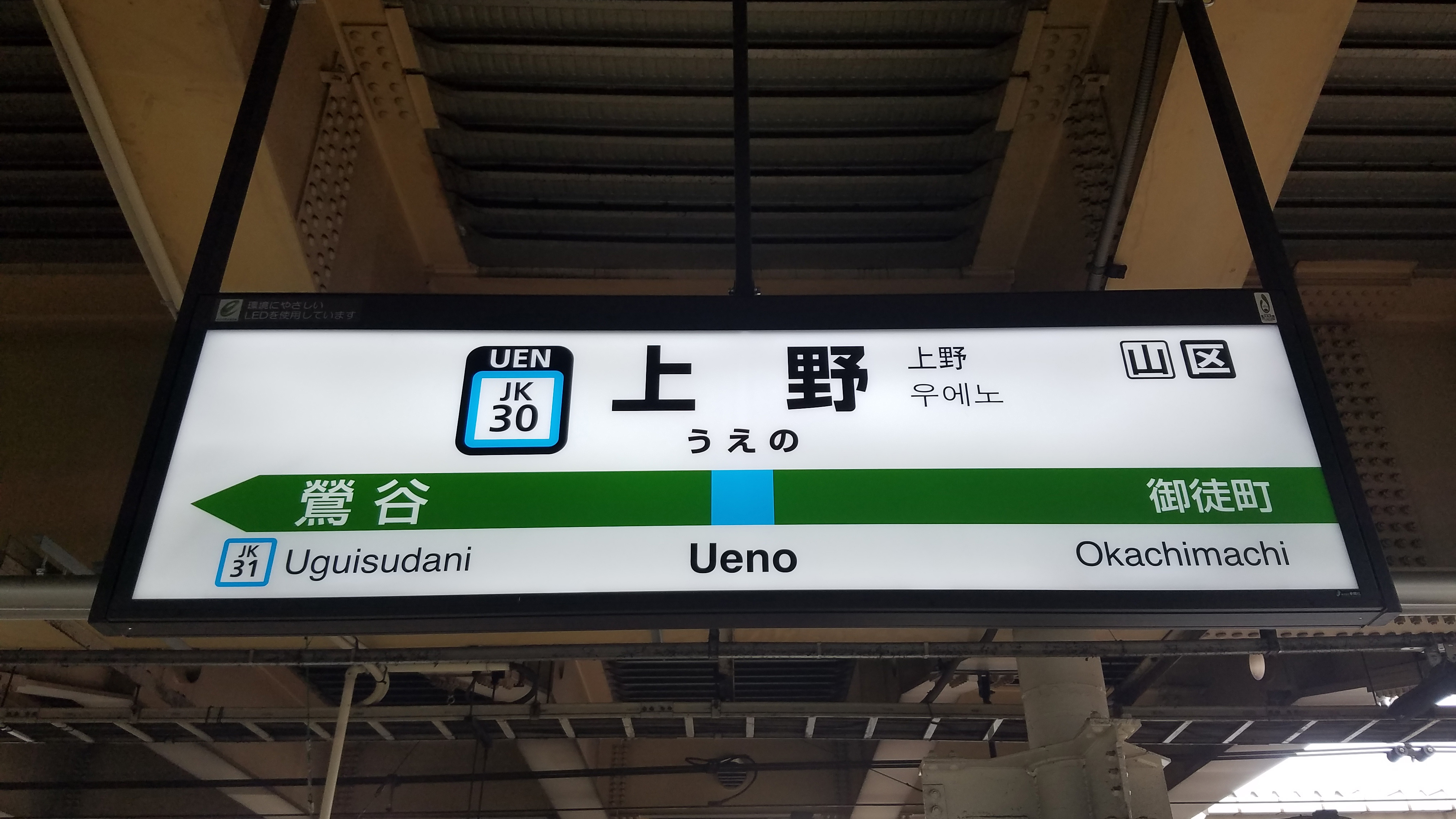
우에노
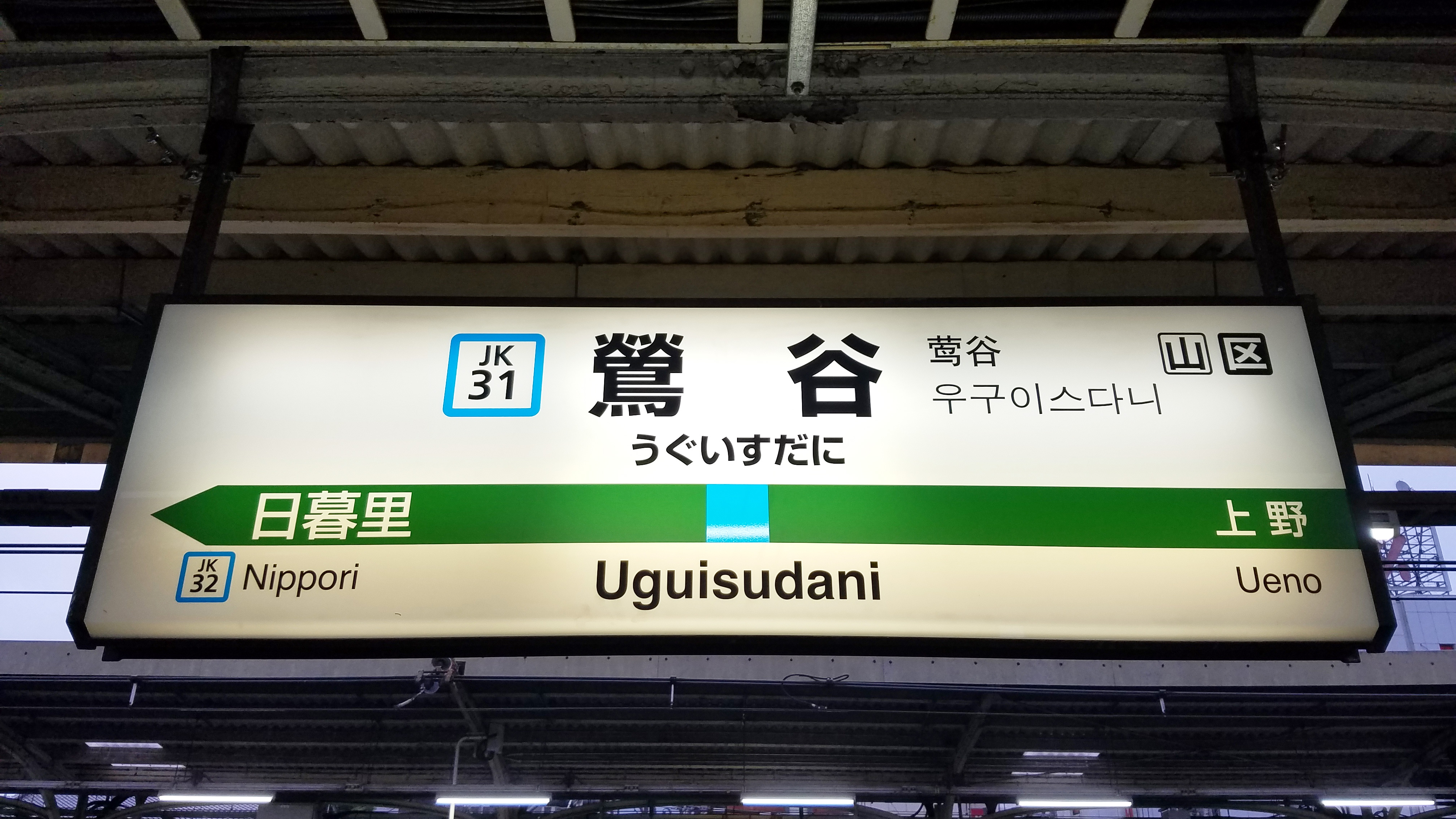
우구이스다니
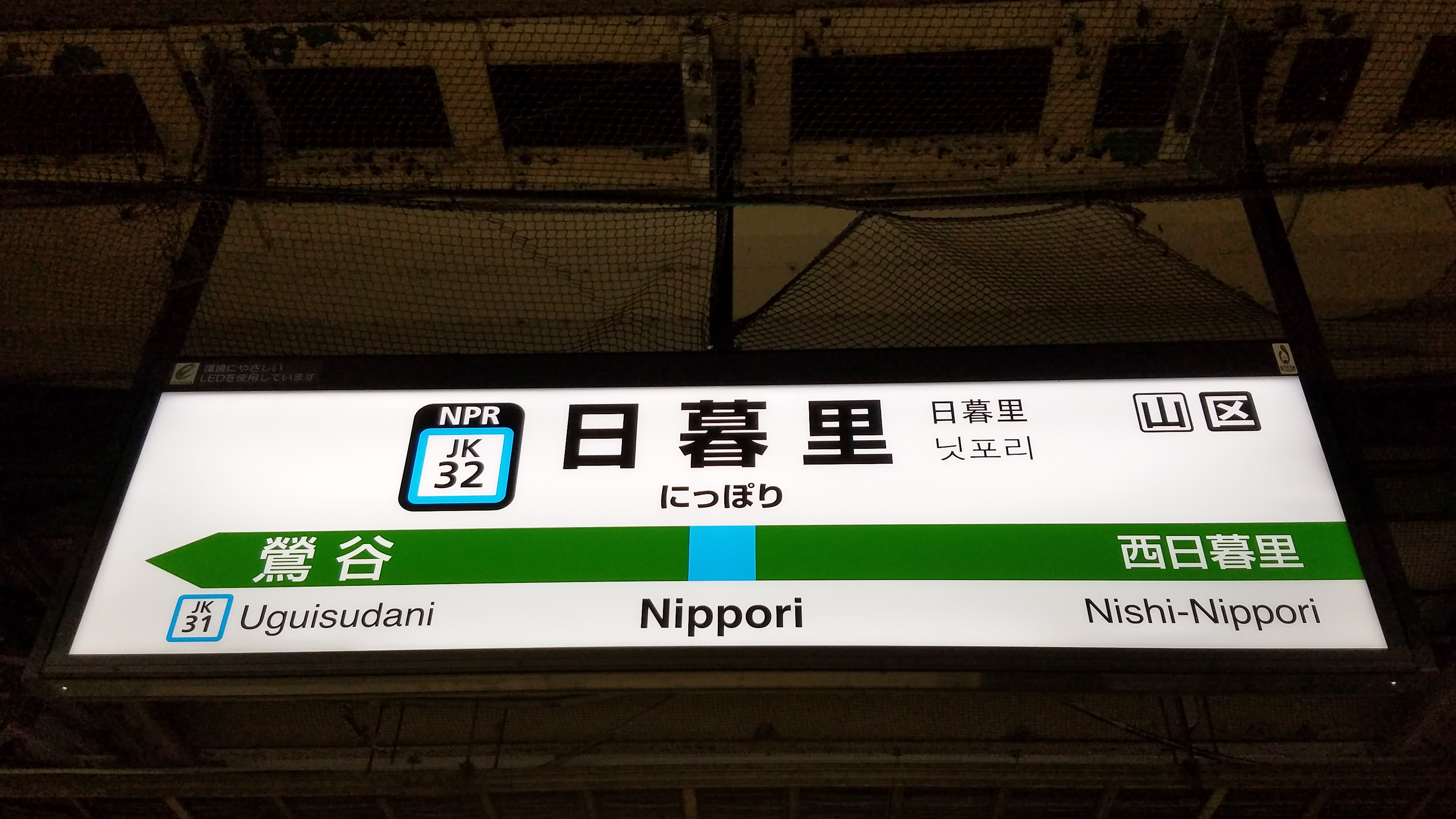
닛포리
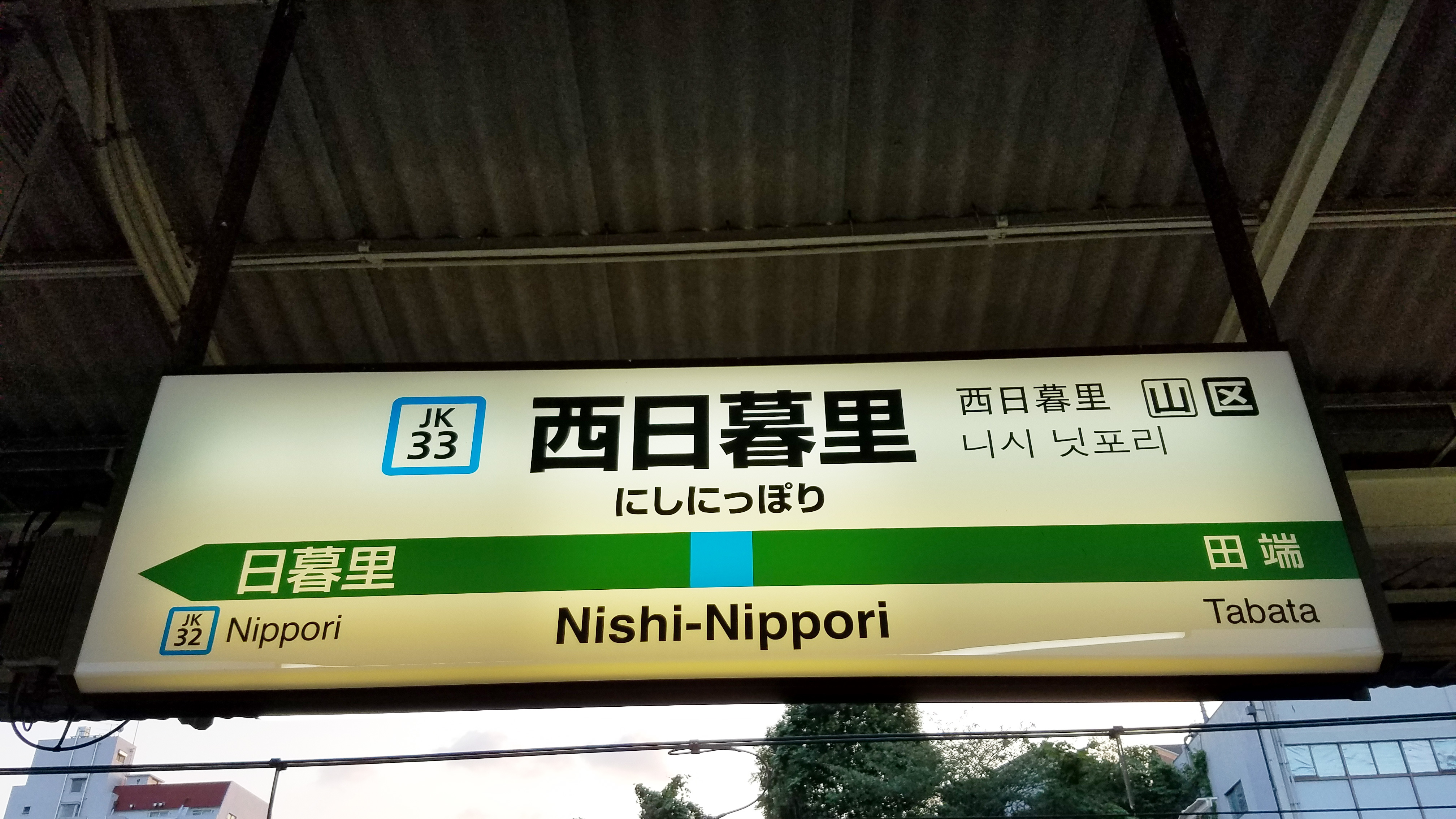
니시닛포리
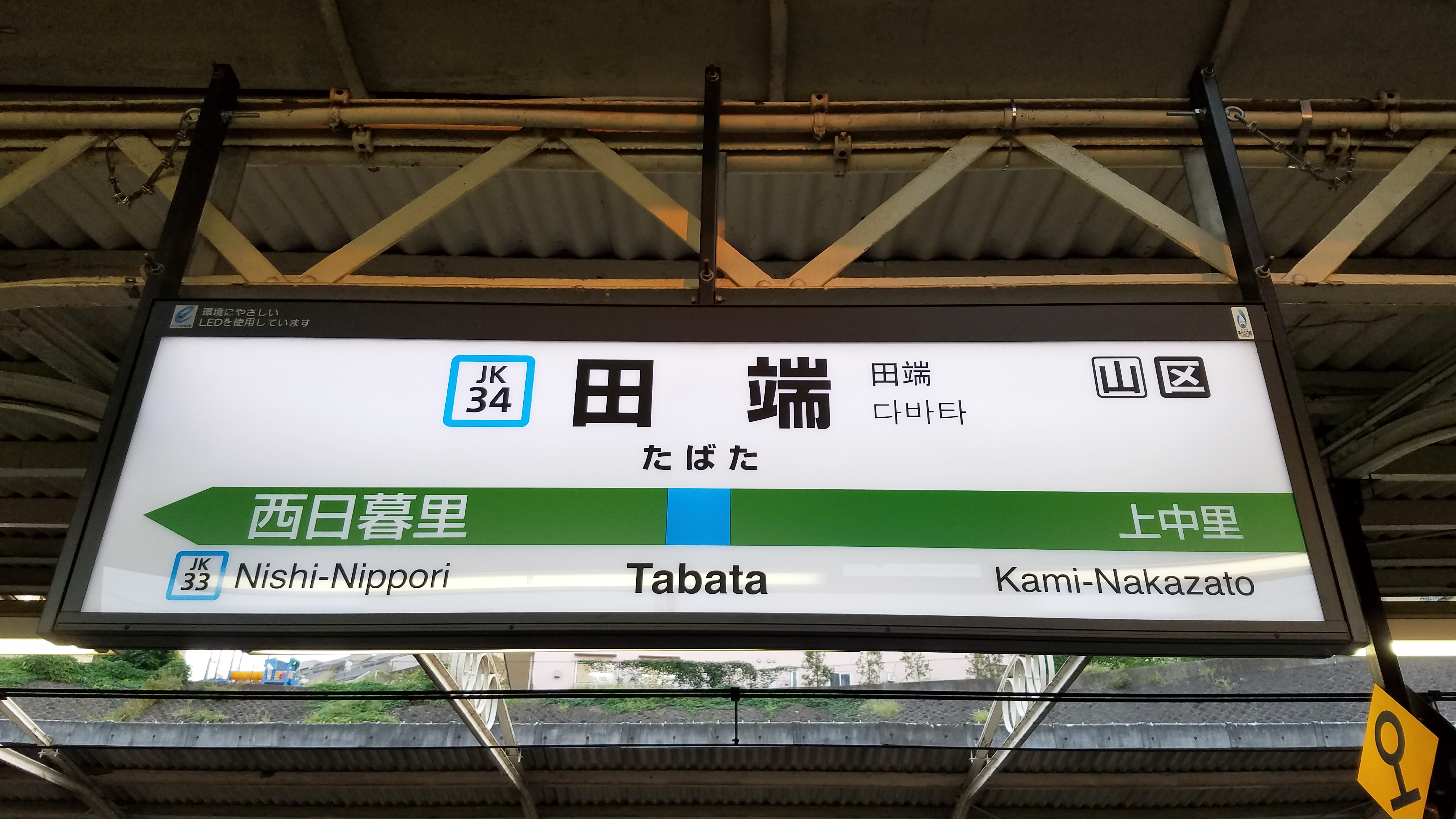
다바타
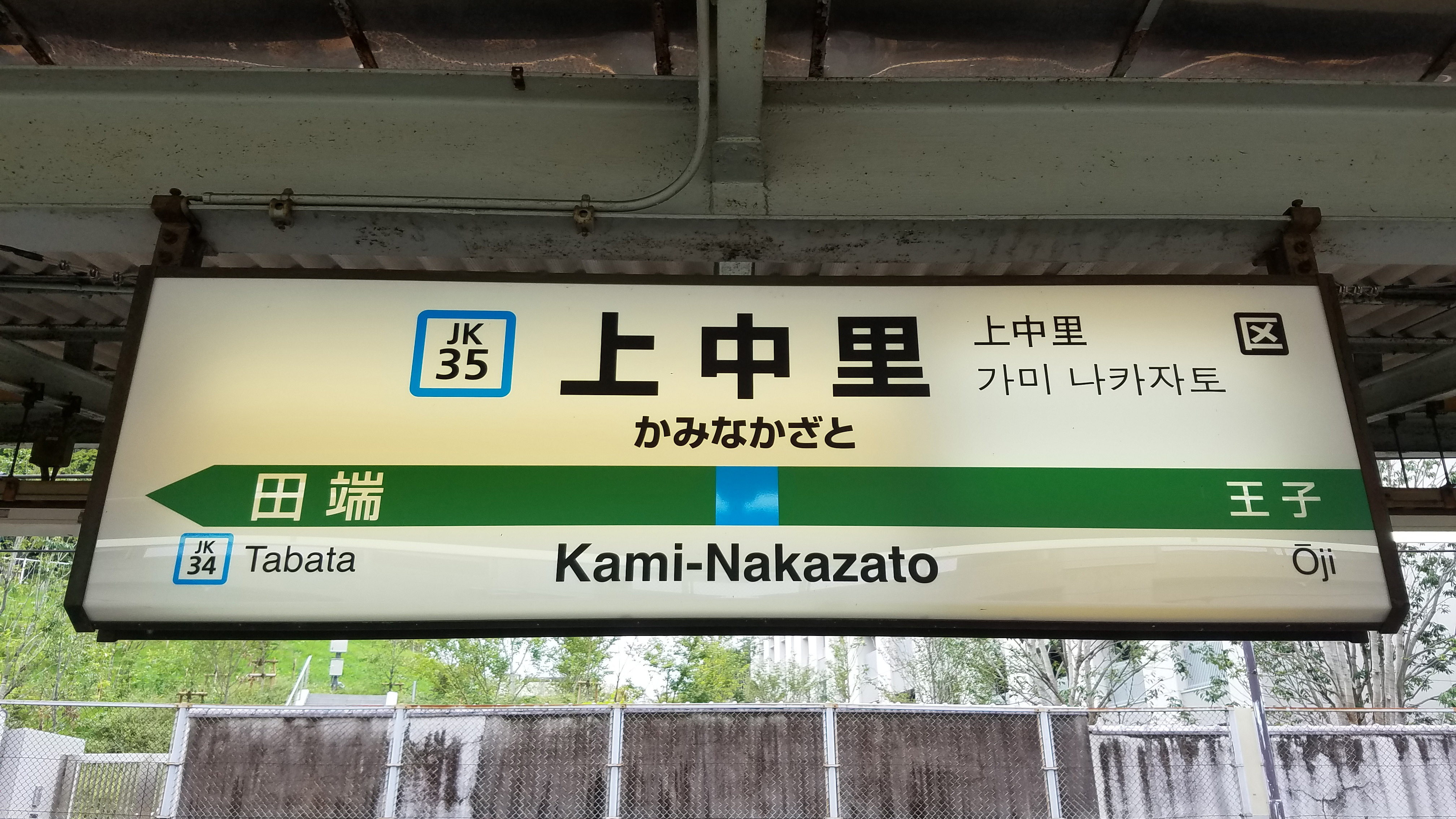
가미나카자토
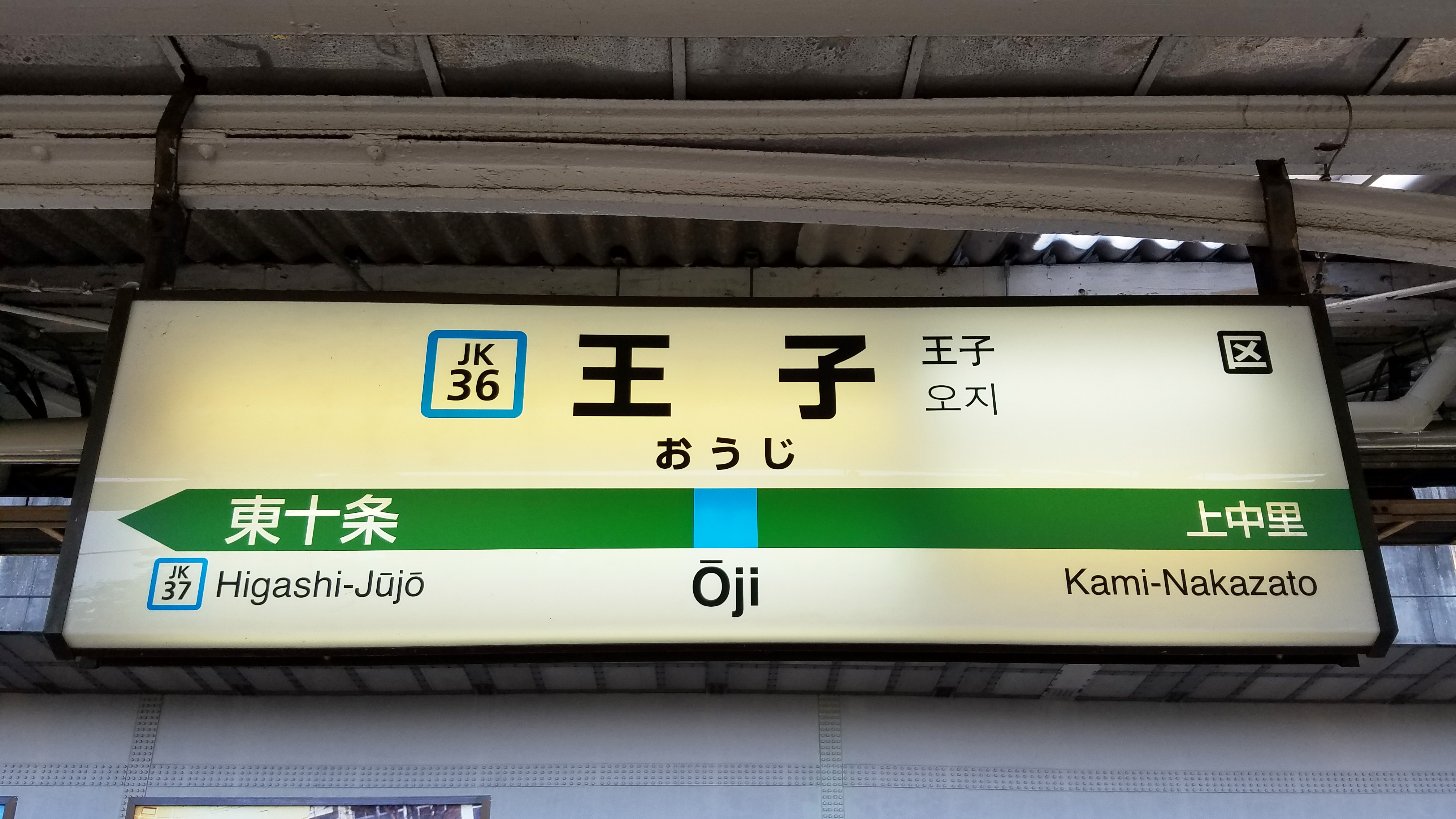
오지
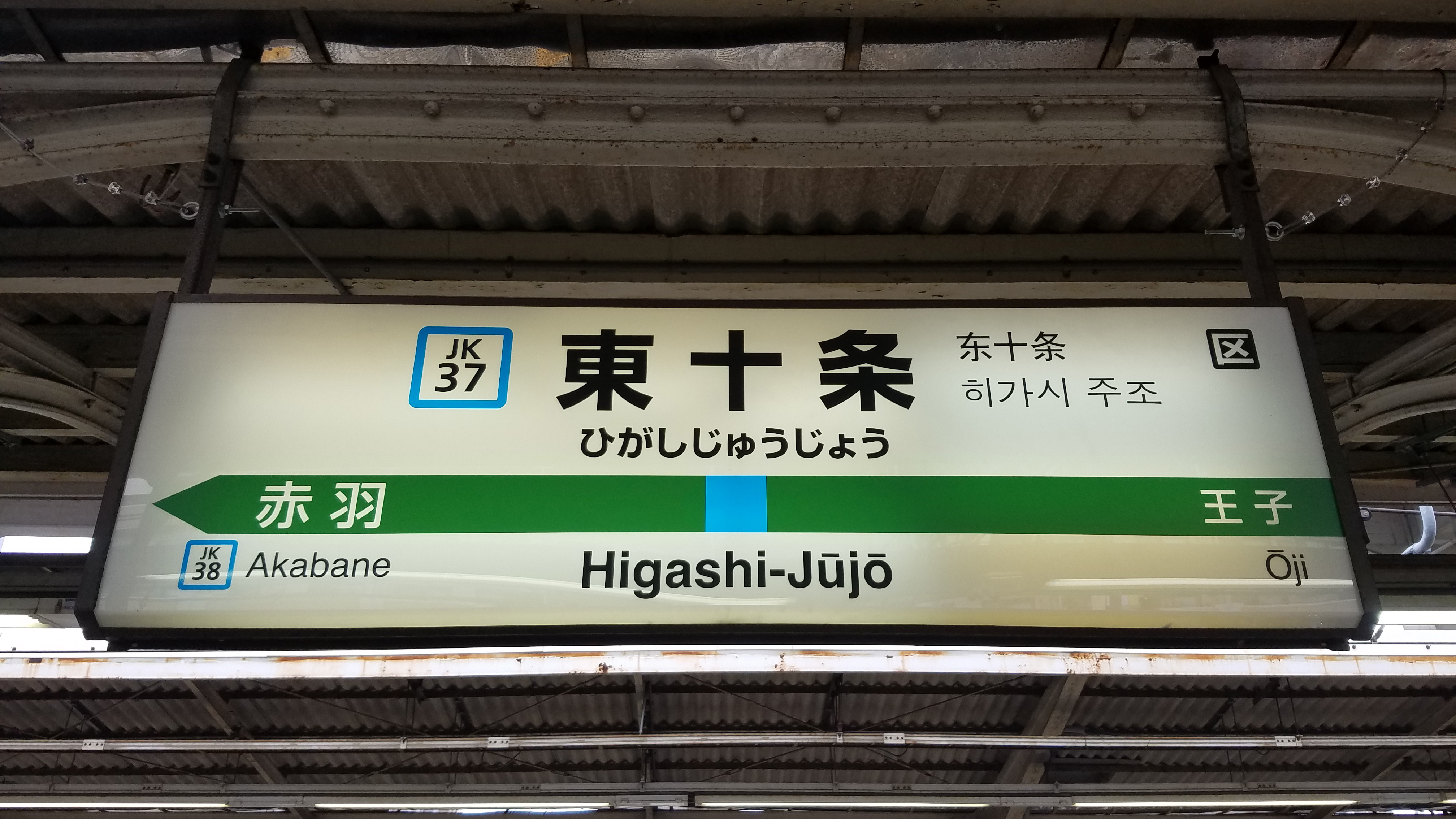
히가시주조
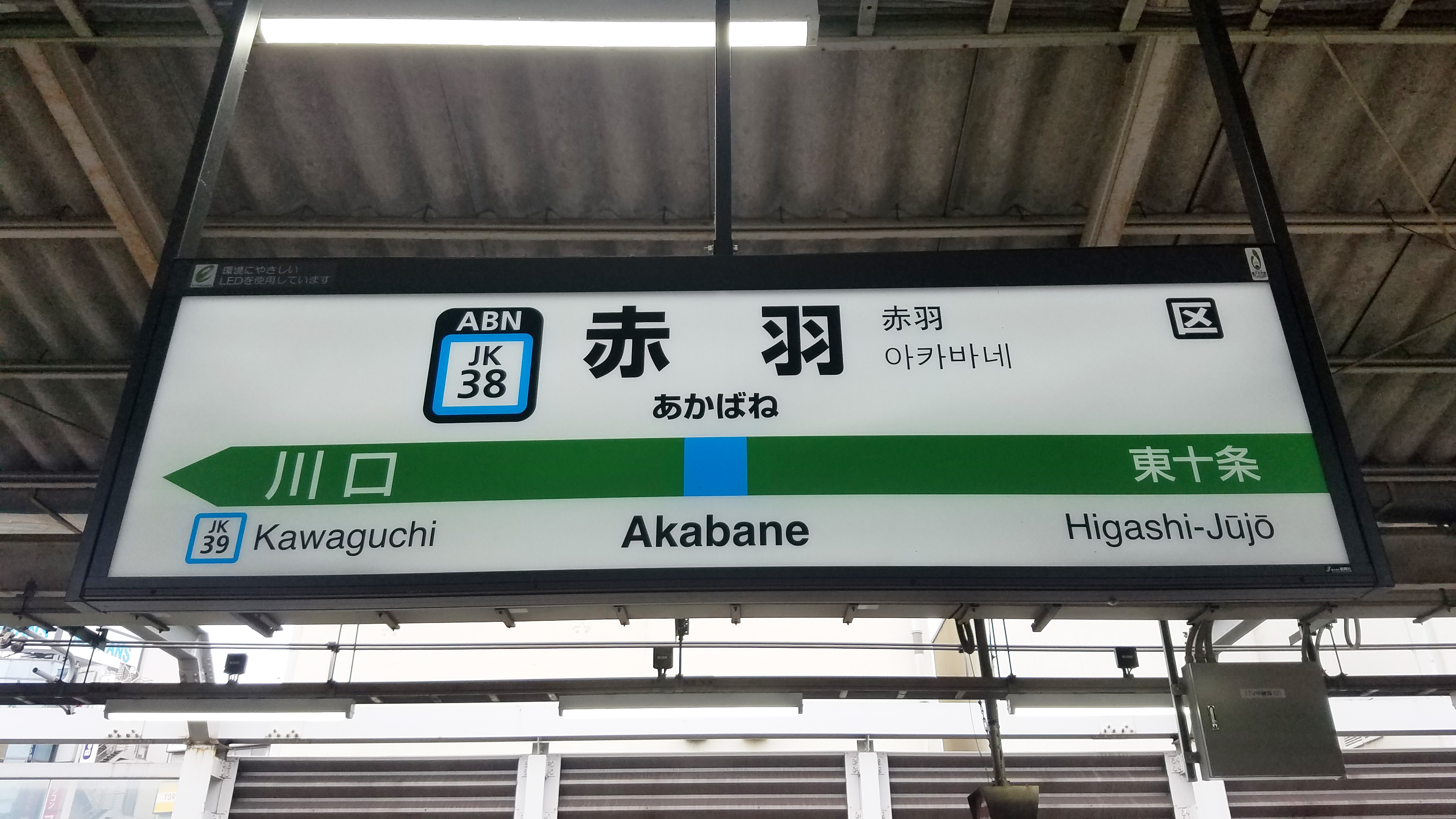
아카바네
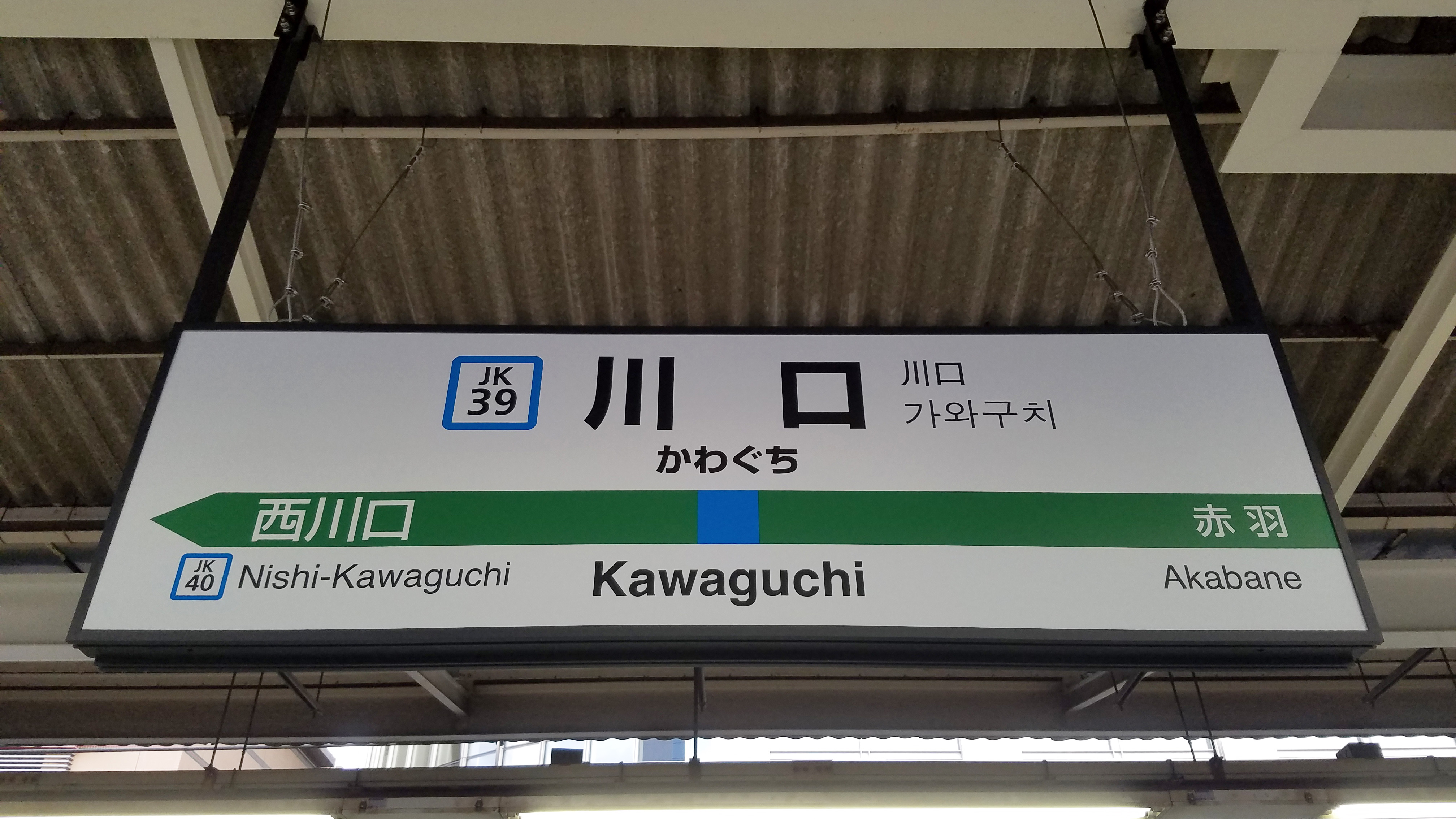
가와구치
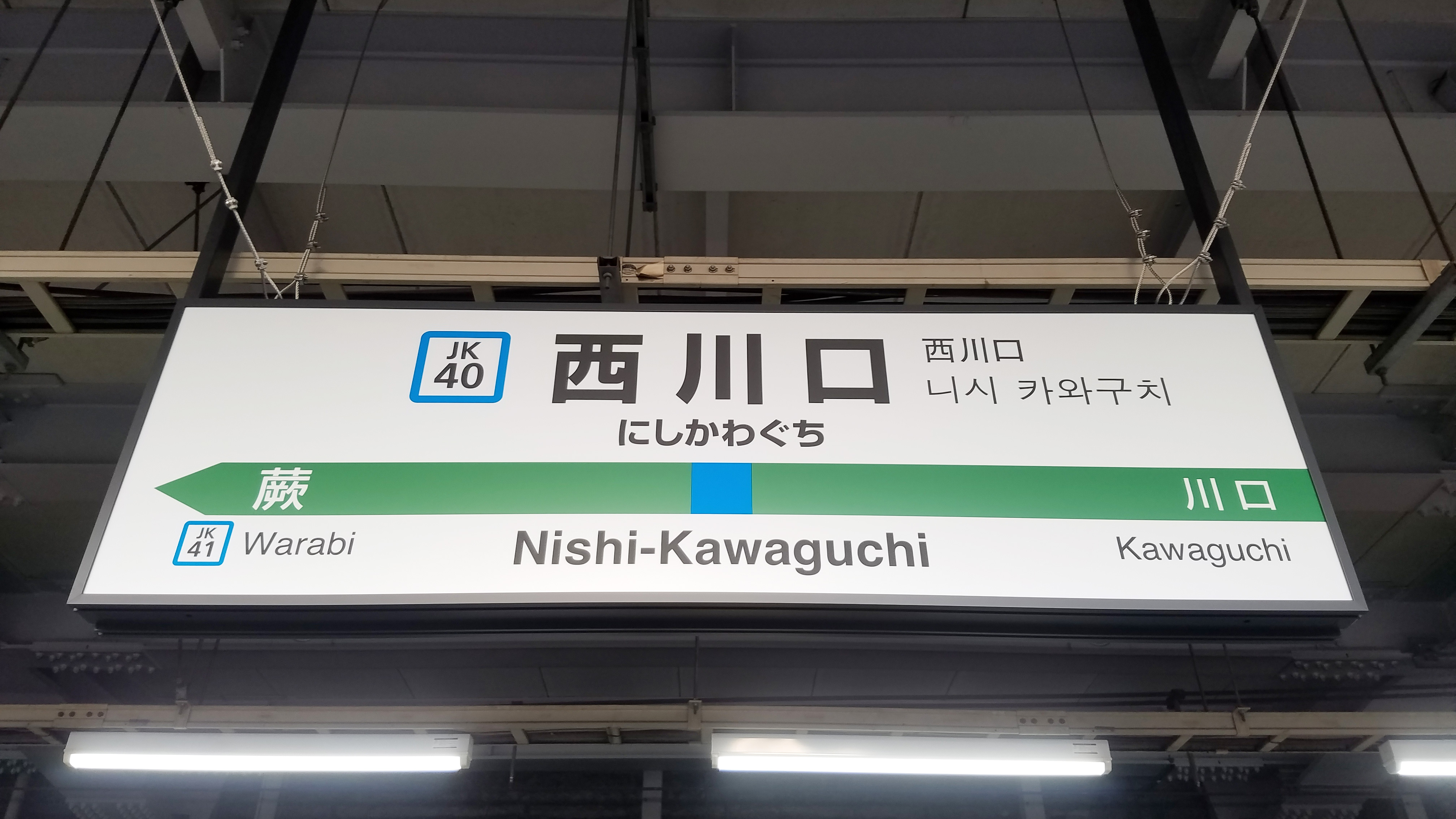
니시카와구치
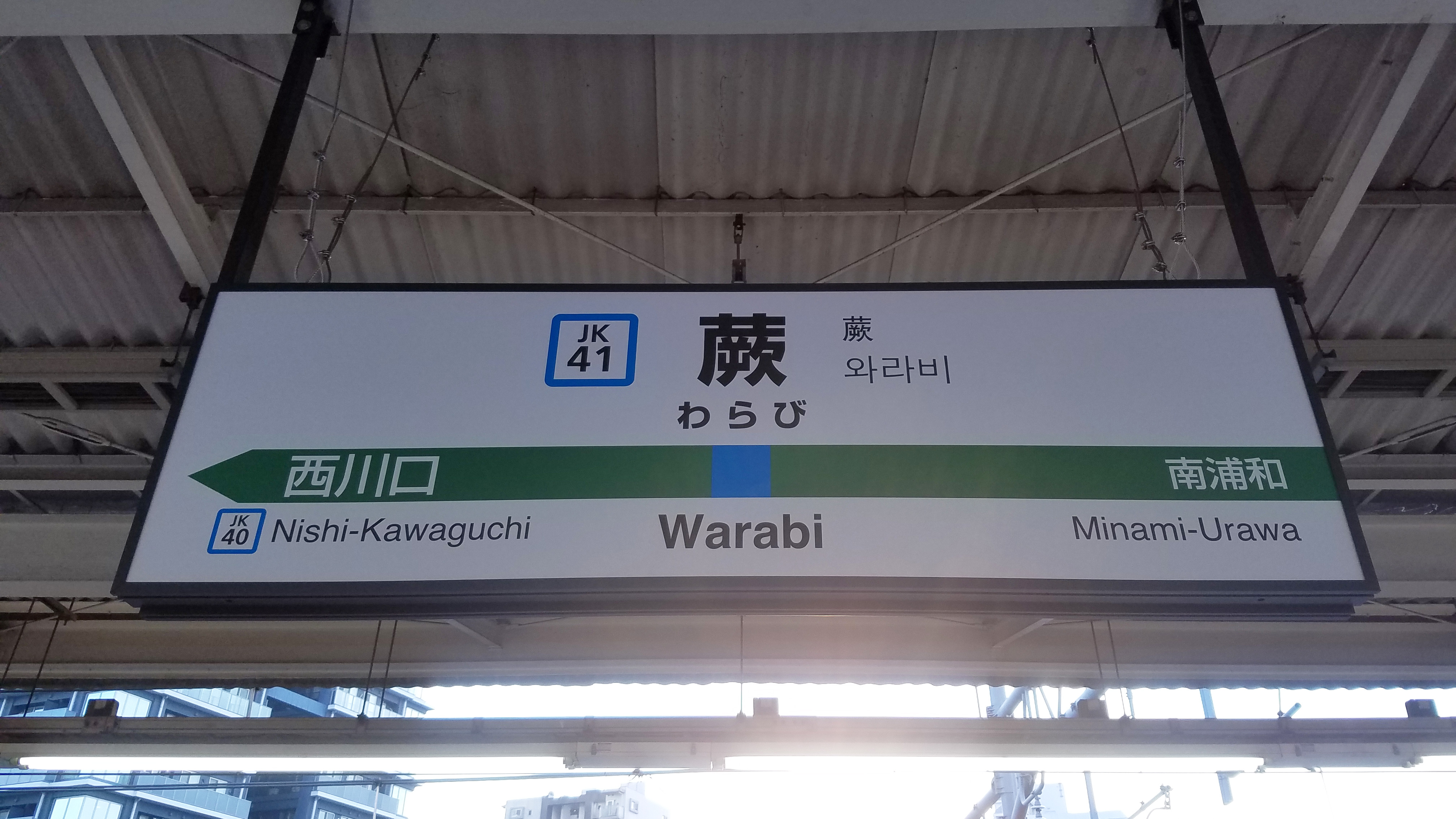
와라비
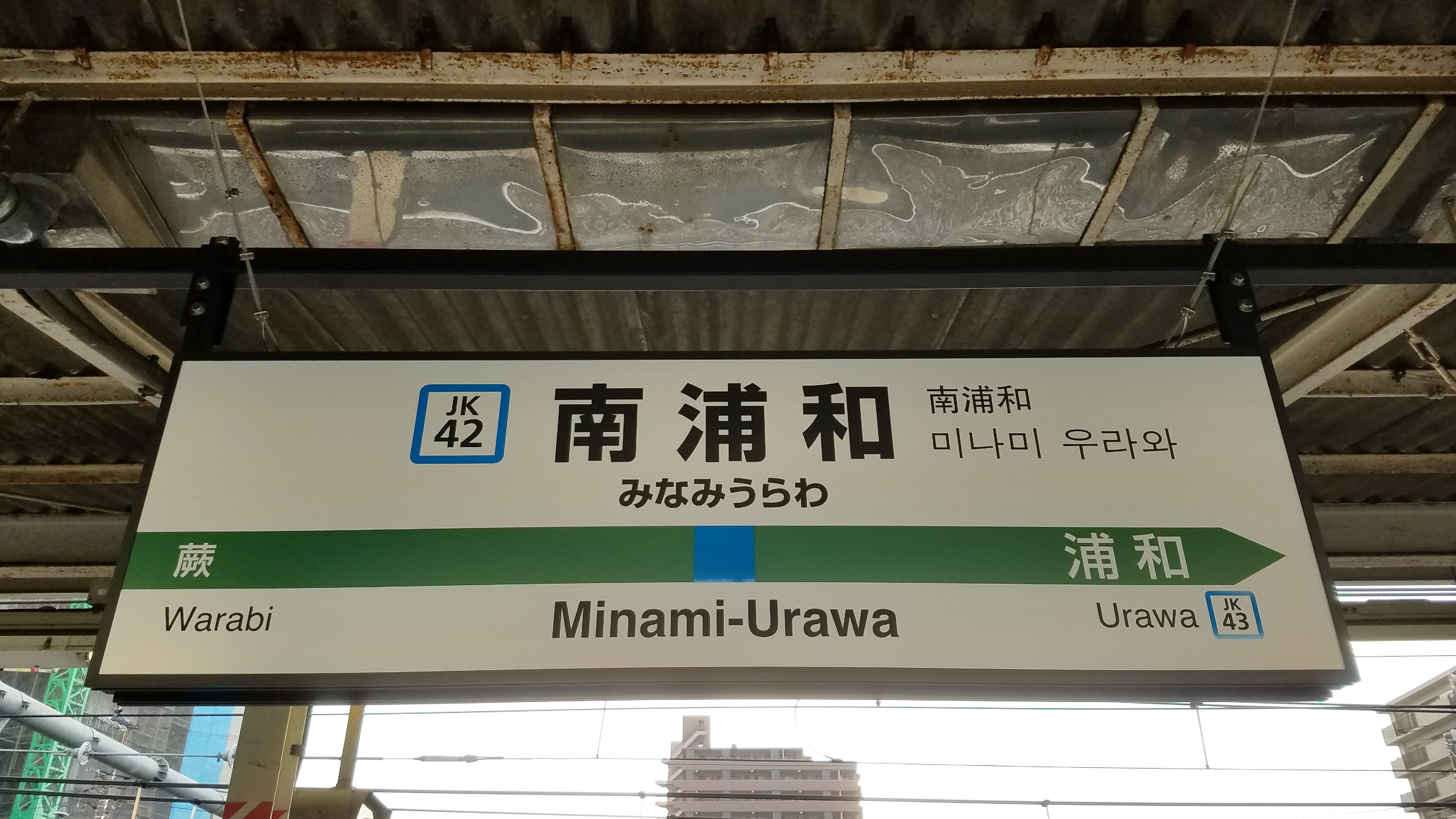
미나미우라와
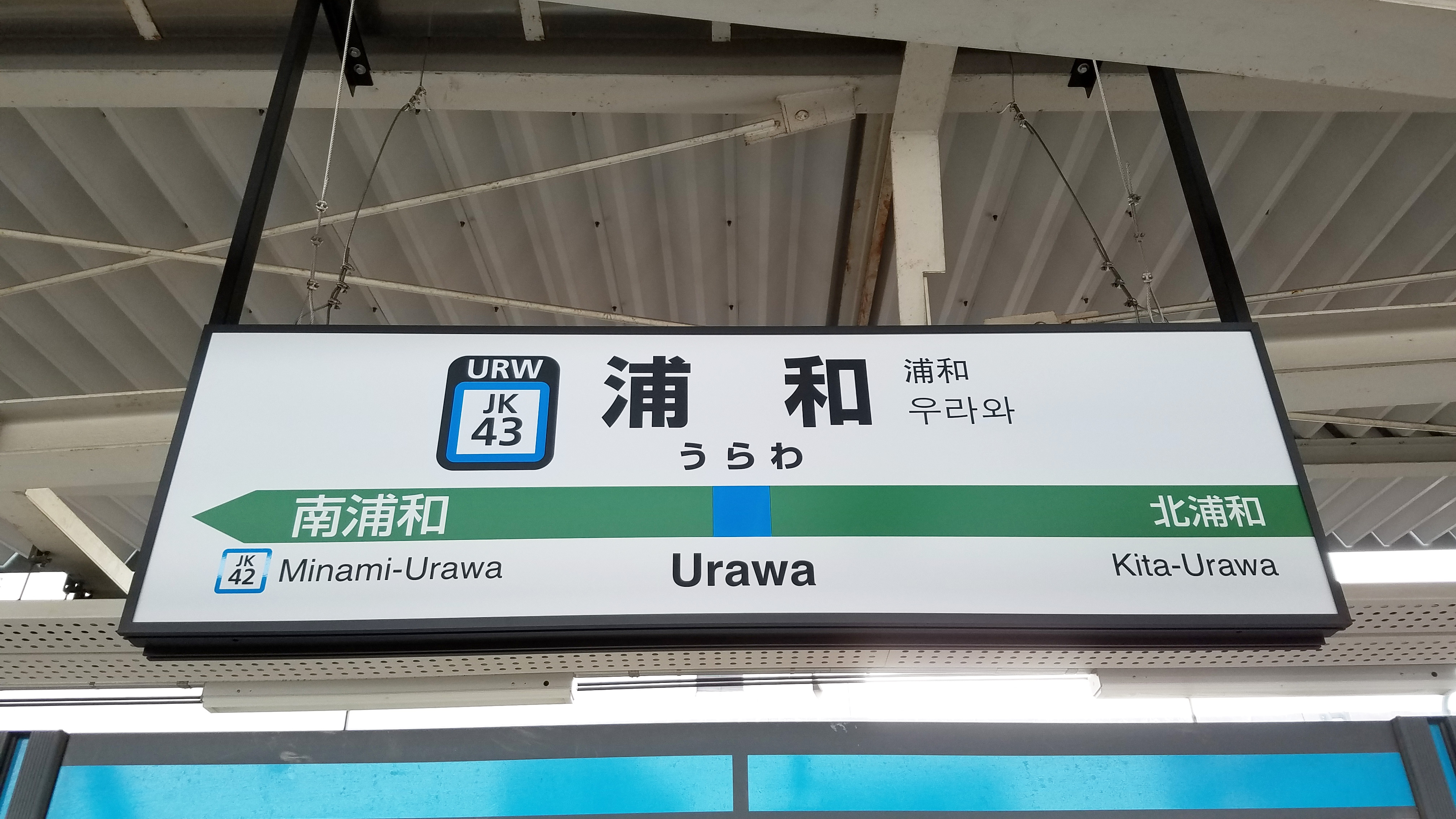
우라와
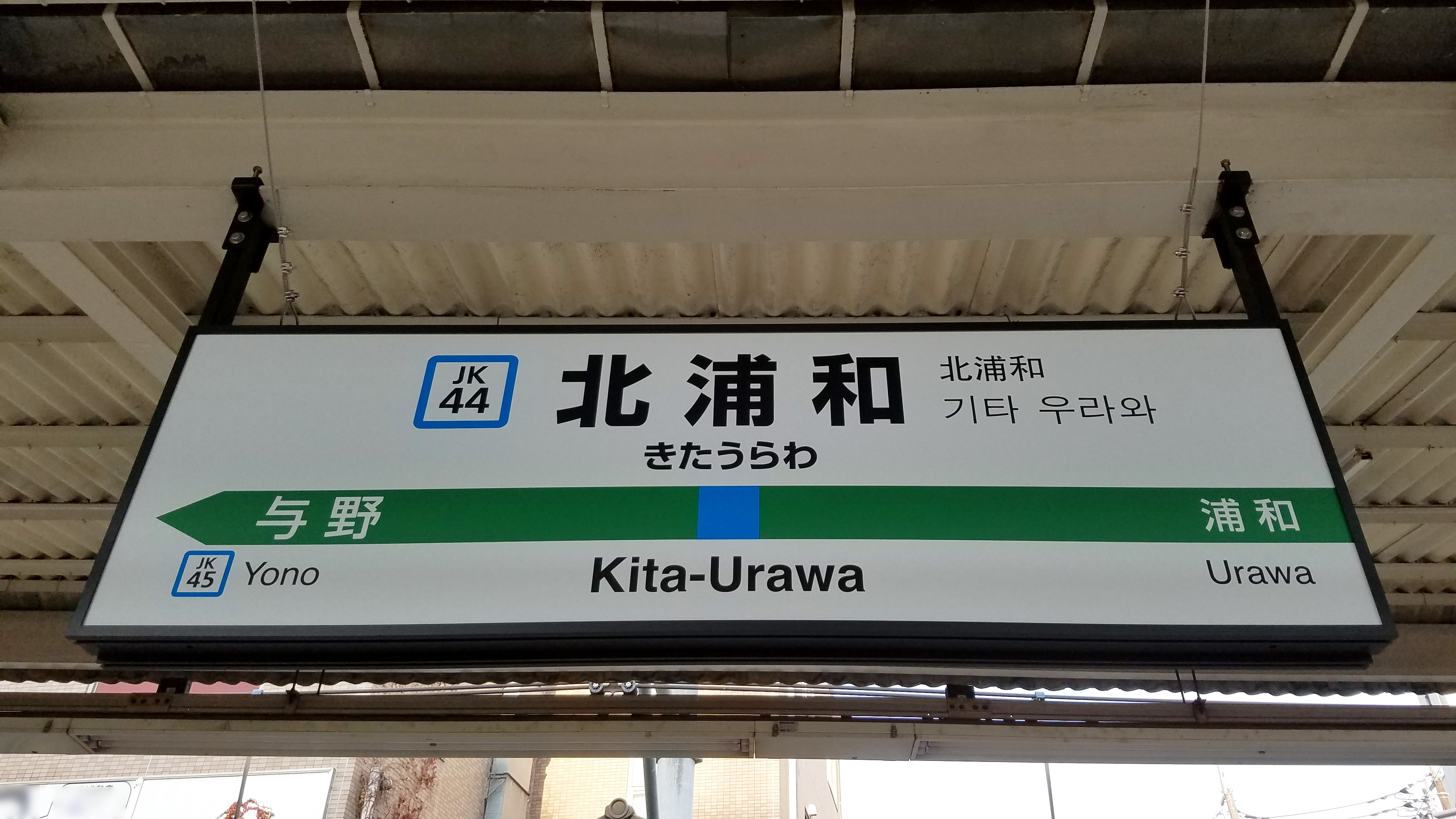
기타우라와
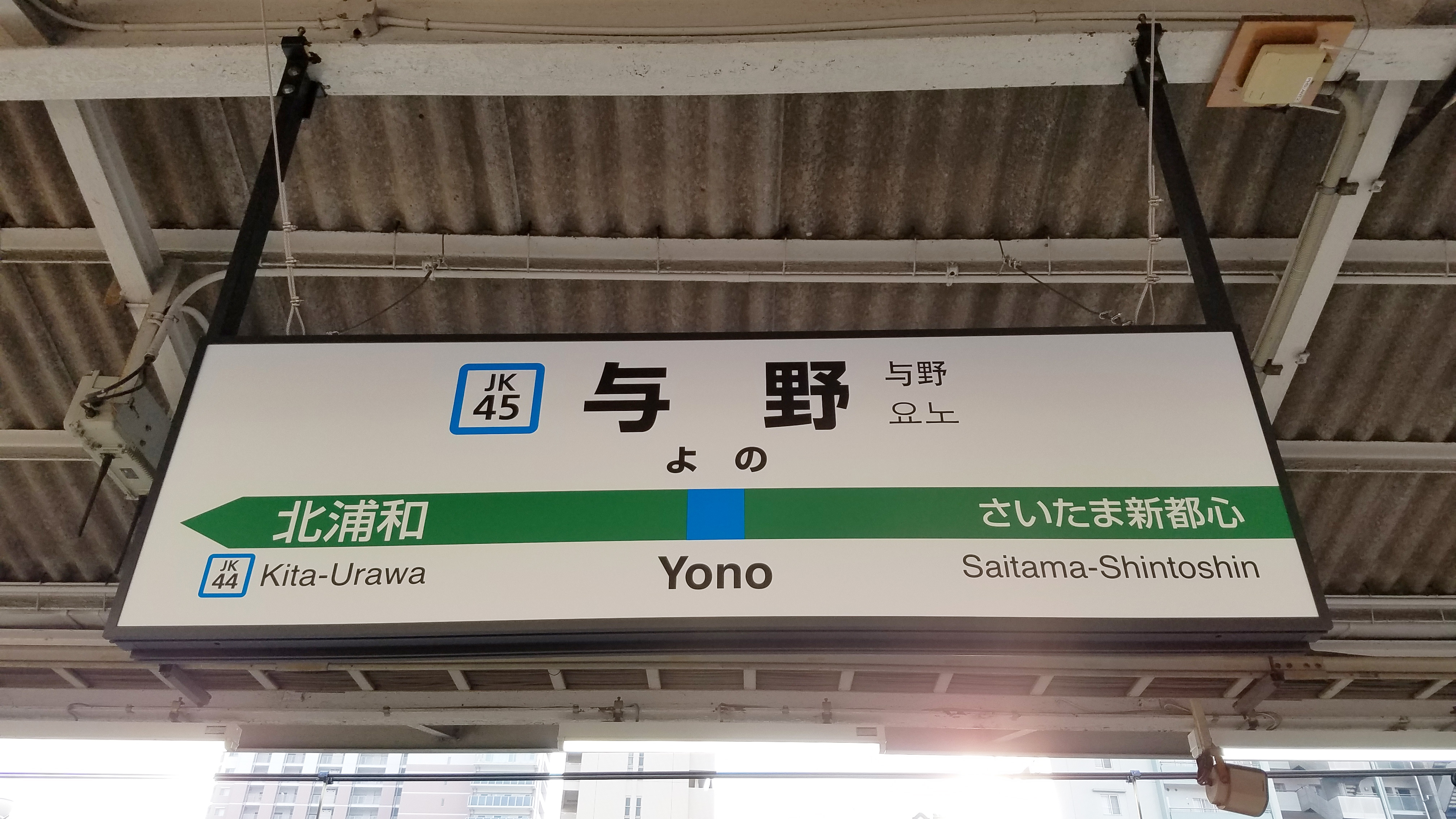
요노
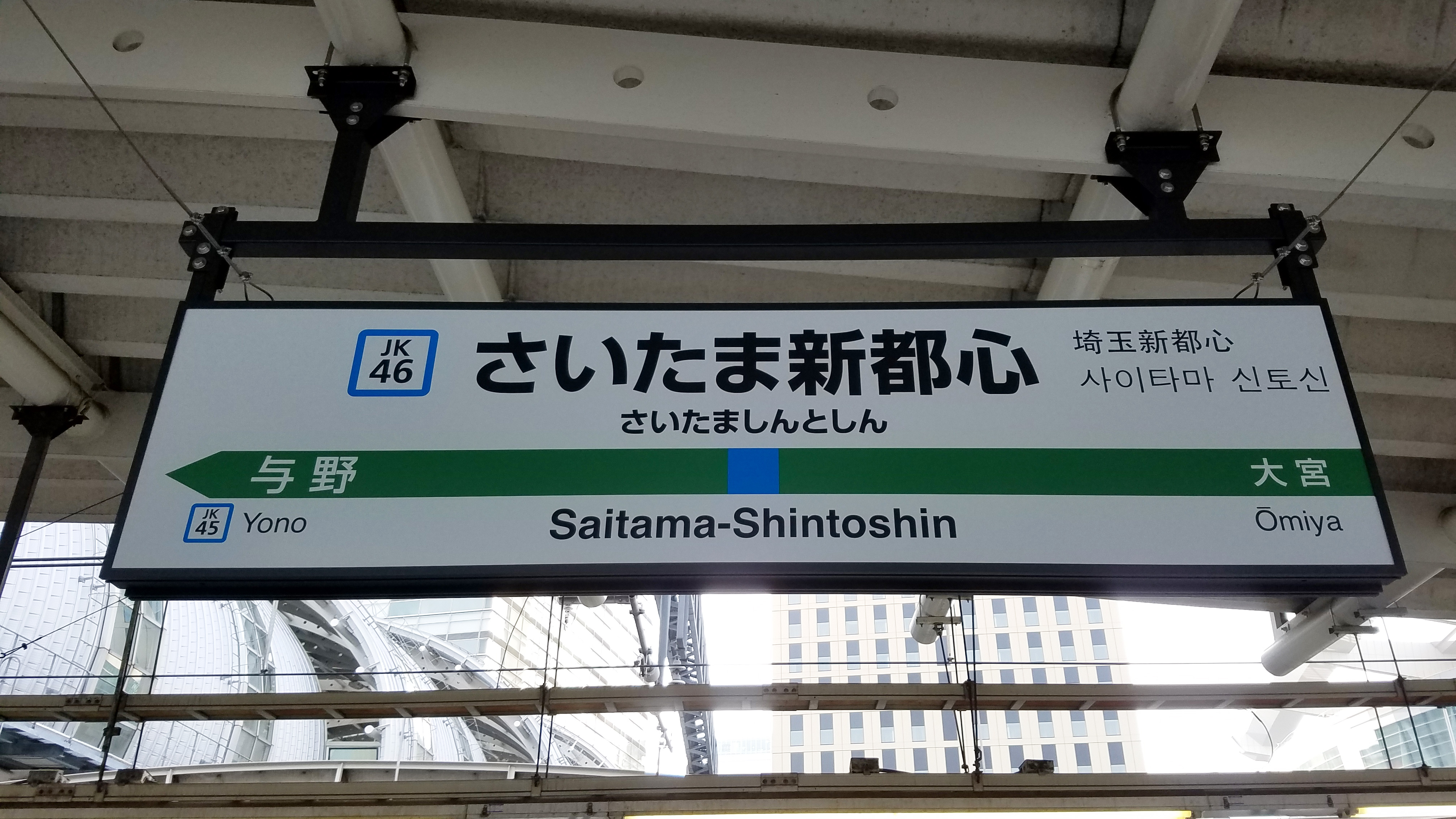
사이타마신도심
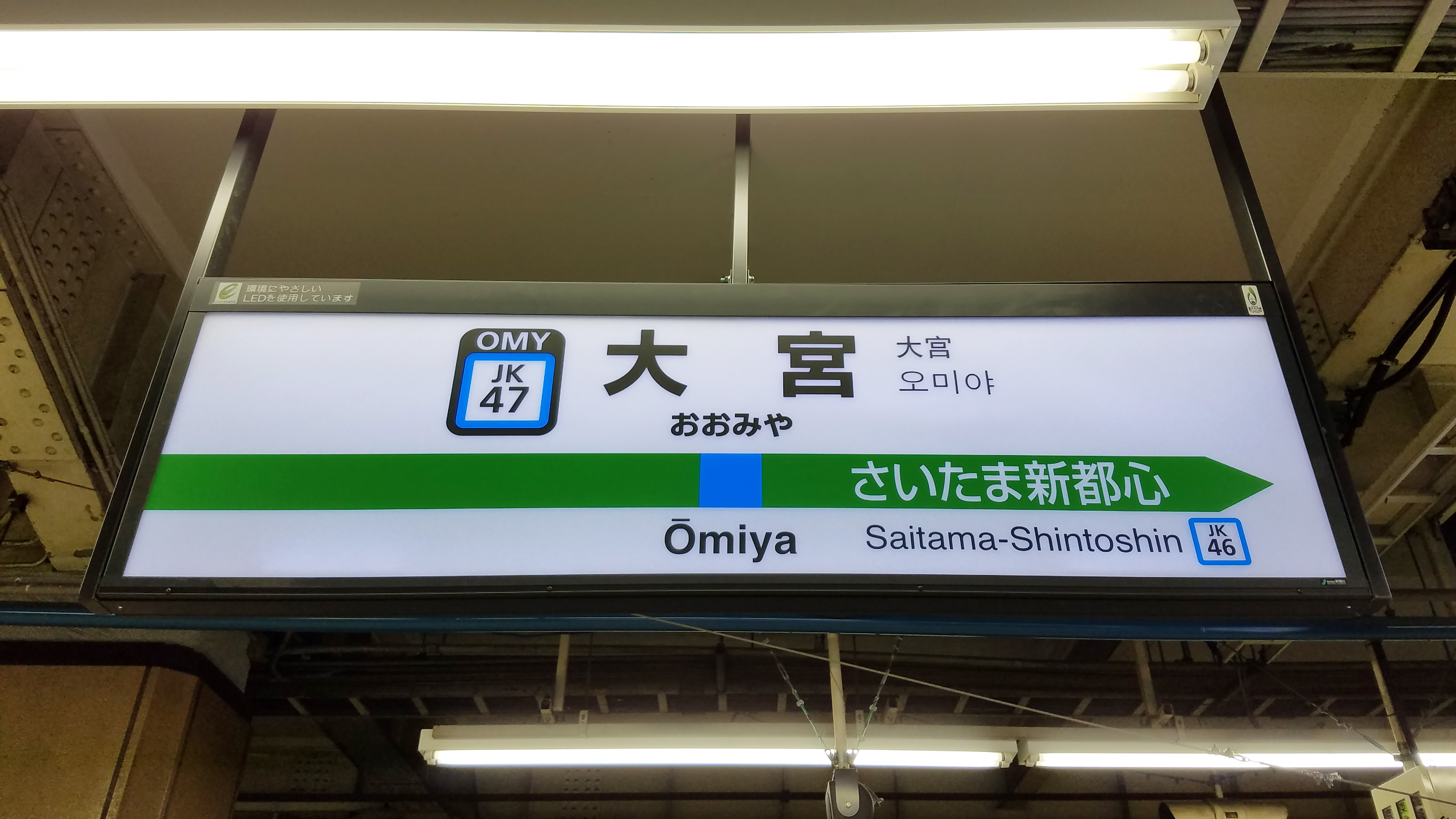
오미야